# Fürstenzug

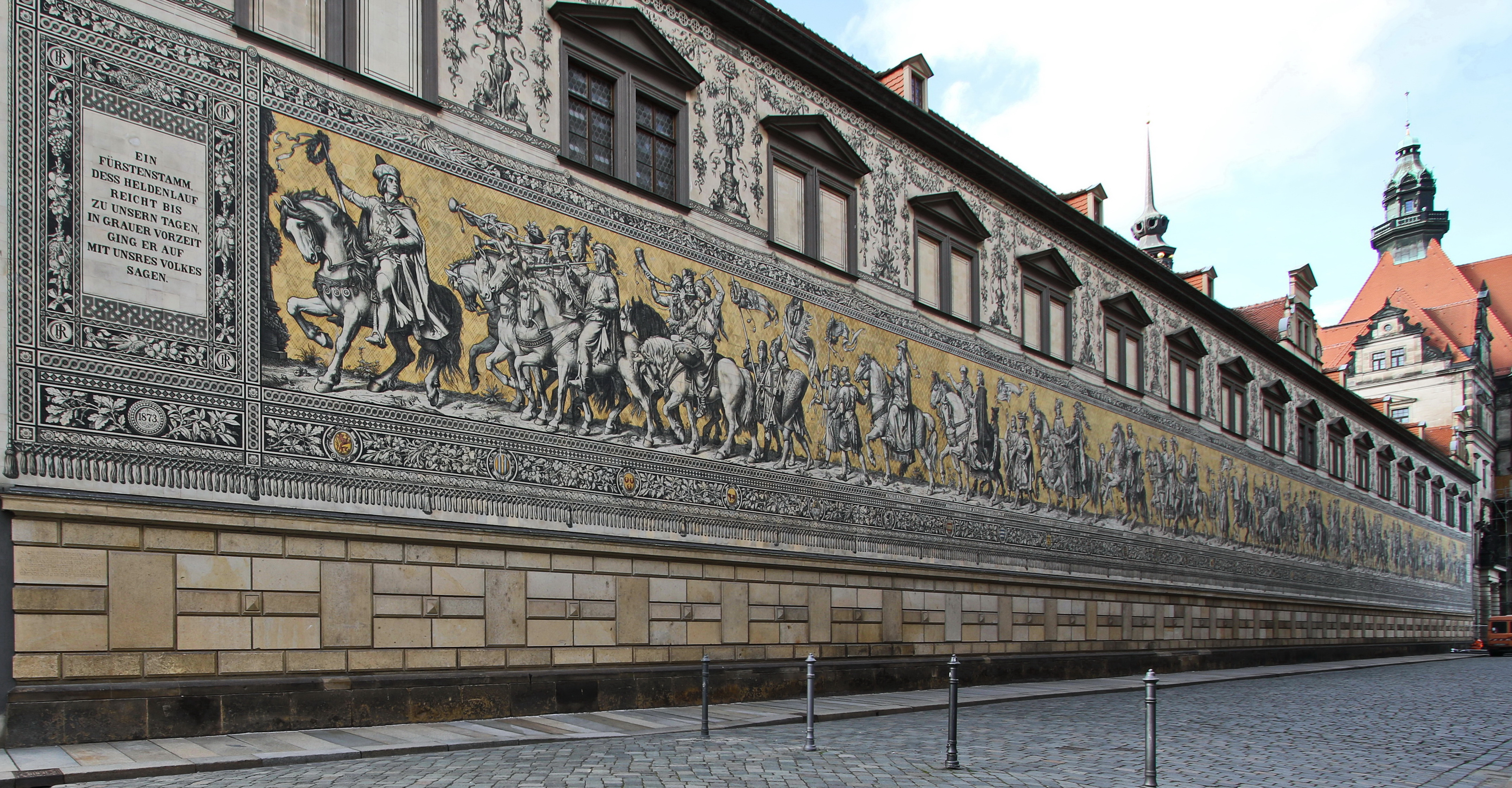
Der Fürstenzug auf der Außenwand des Stallhofs in der Augustusstraße

Der Fürstenzug in Dresden ist ein überlebensgroßes Bild eines Reiterzuges, aufgetragen auf rund 23.000 Fliesen aus Meißner Porzellan. Das 102 Meter lange, als größtes Porzellanwandbild der Welt geltende Kunstwerk stellt die Ahnengalerie der zwischen 1127 und 1873 in Sachsen herrschenden 34 Markgrafen, Herzöge, Kurfürsten und Könige aus dem Geschlecht des Fürstenhauses Wettin dar. Rechnet man jedoch noch den am Schluss des Zuges reitenden Prinzen Georg hinzu, der später auch König war, dann ergibt sich eine Gesamtzahl von 35 Herrschern der Wettiner, die im Reiterzug zu sehen sind.
Der Fürstenzug befindet sich in der Augustusstraße, unweit der Frauenkirche, zwischen Georgentor auf der einen Seite und dem Johanneum auf der anderen Seite. Hier wurde er in der heutigen Form im Jahre 1907 auf der Außenseite des Stallhofs vom Dresdner Residenzschloss angebracht.

## Geschichte

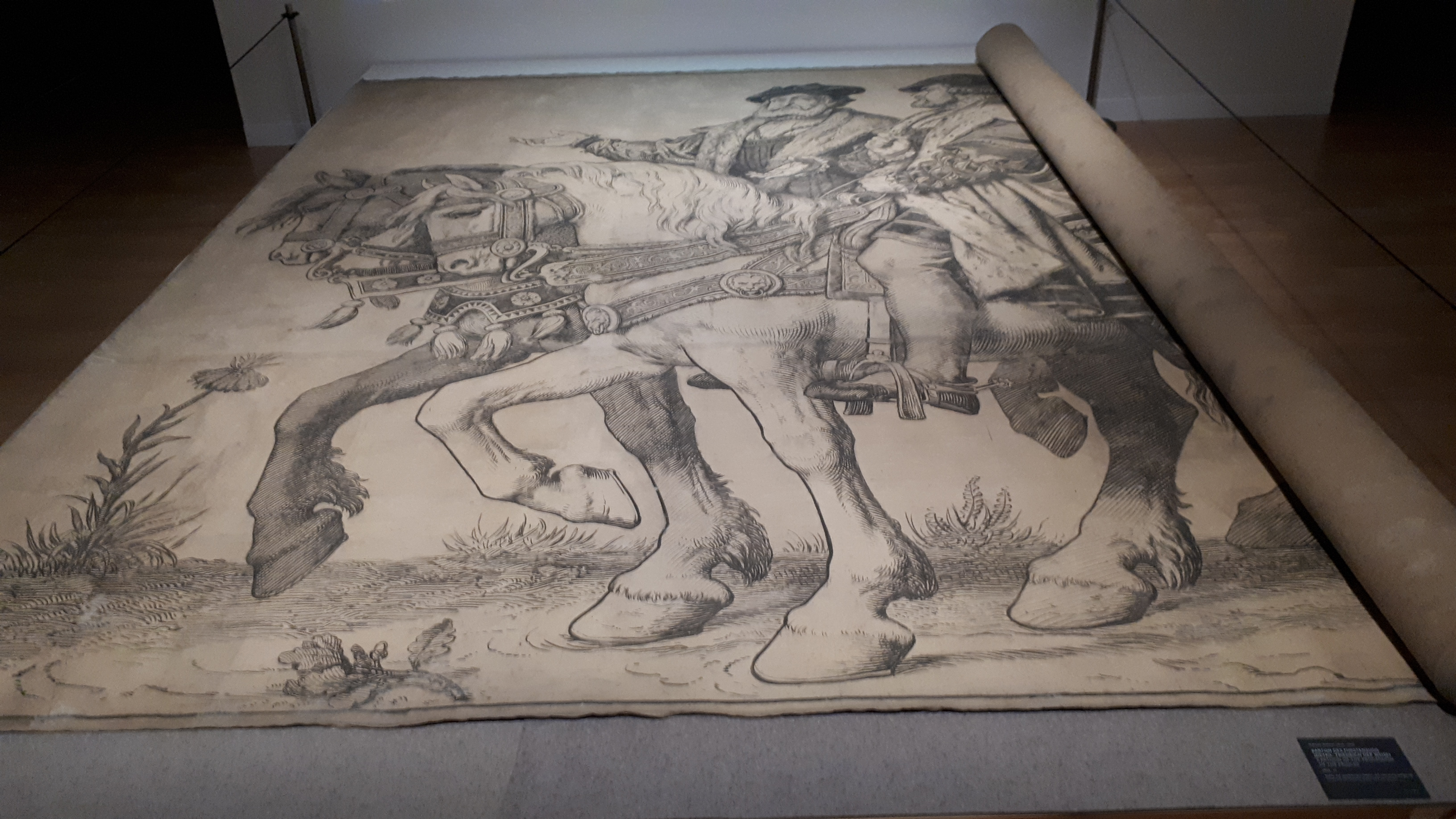
Vorlagenzeichnung

Ausschnitt des Sgraffito-Frieses

Schon 1589 versah man die äußere Nordwand des gerade entstandenen Stallhofs mit einer Kalkfarbenmalerei. Diese war jedoch im 19. Jahrhundert verwittert; 1865 legte der Historienmaler Wilhelm Walther einen Entwurf zur Neugestaltung vor: Ein Festzug sächsischer Regenten, passend zur bevorstehenden 800-Jahr-Feier des Fürstenhauses der Wettiner im Jahr 1889. Zwischen 1868 und 1872 erstellte Walther eine insgesamt einhundert Meter lange und vier Meter hohe Vorlagenzeichnung mit Kohle auf quadriertem Papier. Diese wird heute, auf Leinwand aufgelegt, in den Staatlichen Kunstsammlungen Dresden in vier Zinkrollen gelagert. Die Herstellung des Wandbildes in Sgraffitotechnik, einer Putzkratztechnik, dauerte von 1873 bis 1876. Das Sgraffitofries begann Walther im Frühjahr 1873 mit der linken Schrifttafel. Am 8. Juli 1873 konnte die linke Tafel und der dargestellte Herold bereits enthüllt werden. Der Abschnitt bis zur Figur „Otto der Reiche“ wurde bis Ende 1873 fertiggestellt. Am 19. Juli 1876 war das gesamte Kunstwerk vollendet und konnte vollständig enthüllt werden. Walther versuchte, Gesichtszüge und historische Einzelheiten so genau wie möglich wiederzugeben, wozu vorab durchgeführte jahrelange Studien in der Gemäldegalerie und im Schloss sowie die Anfertigung von Kartons im Maßstab 1:1 halfen. Der anfänglich gefeierte schwarz-weiße Bilderfries war jedoch nicht sehr witterungsbeständig; um die Jahrhundertwende zeigte er bedeutende Schäden. Im Juli 1901 musste Walther umfangreiche Ausbesserungen am Werk vornehmen, die durch Witterungseinflüsse entstanden waren.

### Das Wandbild auf Fliesen

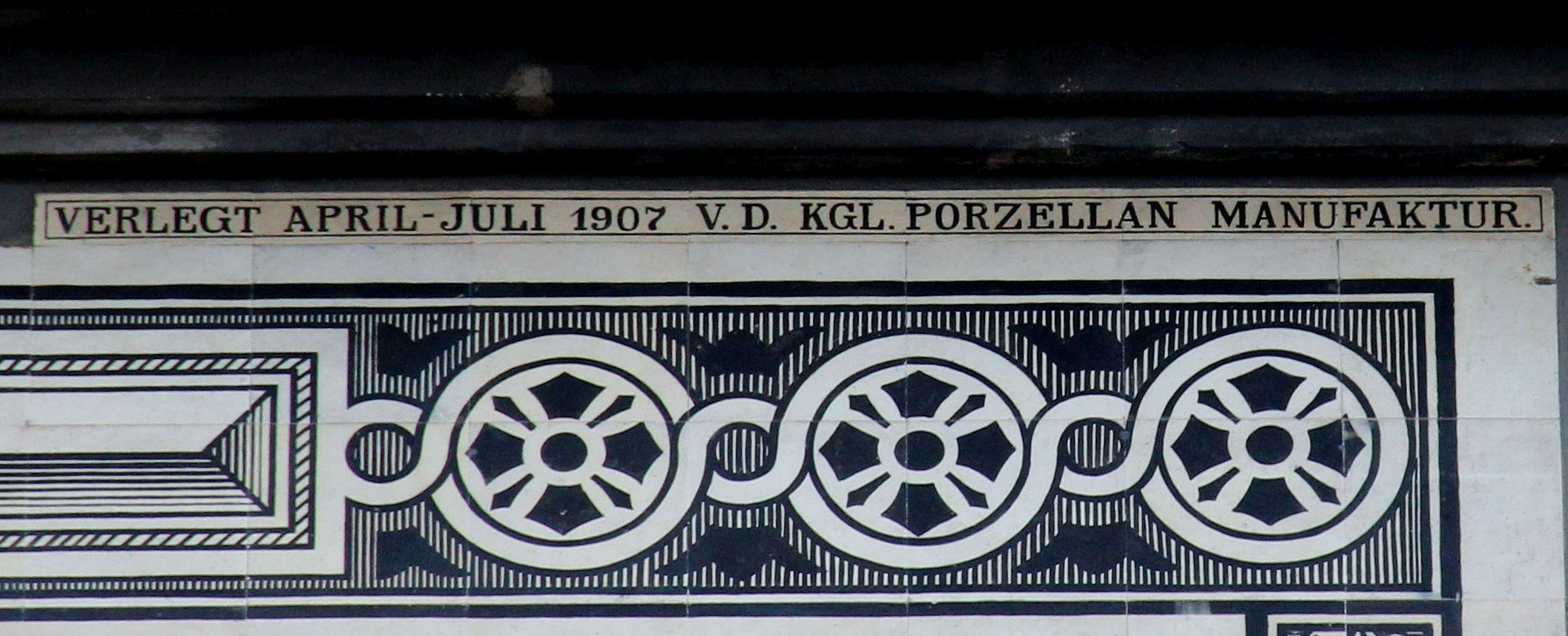
Hinweis auf die Verlegearbeiten der Fliesen im Jahr 1907

In den Jahren 1904 bis 1907 ersetzte man den beschädigten Fries durch fugenlos angepasste Keramikfliesen der Meissener Porzellanmanufaktur, wobei ein neues Verfahren, entwickelt vom technischen Leiter der Porzellanmanufaktur Meißen Oberbergrat Heintze, erstmals zum Einsatz kam: Die Fliesen wurden zunächst trocken gepresst, bei 1380 °C im Gutfeuer gebrannt und später auf das Normalmaß geschliffen. Danach mit einer Grundfarbschicht überzogen, und nochmals gebrannt. Danach übertrugen Porzellanmaler das Bild auf die Fliesen, wobei die bei der Putzkratztechnik benutzten Originalkartons zum Einsatz kamen. Um die Fliesen haltbar zu machen, wurden sie im Scharffeuer nochmals gebrannt. Die Porzellanmanufaktur Meißen benötigte für die einzelnen Brennvorgänge mehrere Brennöfen. Beaufsichtigt wurde die Ausführung vom ehemaligen Vorstand der Malerei in der Manufaktur Hofrat Sturm. Ihm oblag die schwierige Aufgabe darüber zu wachen, dass das Sgraffitogemälde sowie dessen ursprünglicher Gesamtausdruck so genau wie möglich auf die Fliesen kam. Als Hofrat Sturm Ende 1904 in den Ruhestand ging, übernahm der stellvertretende Malereivorstand, der Kunstmaler Gruft, die Aufsicht über die künstlerische Ausführung vom Fürstenzug. Im November 1904 hatte man mit der Bemalung der Fliesen in der Manufaktur Meißen begonnen und im März 1906 war die letzte Fliese bemalt. Mit der Fliesenbemalung waren insgesamt zehn Maler und zahlreiche Hilfskräfte beschäftigt. Beispielsweise waren das der Malereiinspektor Gruft, Werkmeister Koal, der Figurenmaler Döring, Rose und Quosdorf sowie der Blumenmaler Richter.

### Das Anbringen der Fliesen
Die ersten Fliesen wurden am 15. April 1907 von Angestellten der Königlichen Porzellan Manufaktur Meißen angebracht, welches auch ein Hinweis an der rechten Oberkante der gesamten Bildwand belegt. Alle Fliesen waren auf der Rückseite von der Manufaktur Meißen mit einem System von Buchstaben und Zahlen gekennzeichnet, damit es zu keinen Verwechslungen kommen konnte. Somit konnte auch später jede einzelne Fliese an der richtigen Stelle eingefügt oder ausgewechselt werden. Die Verlegearbeiten am Ort standen unter der direkten Aufsicht vom Manufakturwerkmeister Koal. Die Verlegearbeiten inklusive der Reinigungsarbeiten am Werk waren am 2. August 1907 beendet. Am 12. August 1907 hatte man die letzten Gerüste abgebaut sowie die Reste der verdeckenden Planen abgenommen. Damit war das Wandgemälde aus Meißner Porzellan erstmalig in ganzer Länge erlebbar.
Während der Arbeiten verstarb König Georg, der den Fürstenzug noch als damaliger Prinz abschließt. Sein Nachfolger, der letzte sächsische König Friedrich August III., sollte später ebenfalls in den Zug aufgenommen werden. Auf Anweisung des damaligen Finanzministers wurde mit Zustimmung von Friedrich August III. darauf verzichtet; das schon historisch gewordene Bild sollte unverändert bestehen bleiben.
Die Luftangriffe auf Dresden am Ende des Zweiten Weltkriegs im Februar 1945 überstand der Fürstenzug weitgehend unbeschadet; das Porzellan hielt die Gluthitze des Feuers aus. Von 1978 bis 1979 wurde das Bild gereinigt und restauriert. Dabei waren 212 vom Krieg weitgehend zerstörte Fliesen zu ersetzen. Gleichzeitig ergänzte man 442 Fliesen, die weniger beschädigt waren.

## Das Bild
Das ganze Werk soll einen Wandteppich (Bildwirkerei) darstellen. Oben wird der Wandteppich von 38 unterschiedlich gestalteten Befestigungsknöpfen an einer vom Künstler gedachten Wand gehalten. Unten zieren 38 große und 999 kleine Quasten in unregelmäßigen Abständen das gesamte Bild. Der auf dem Wandteppich künstlerisch dargestellte Lichteinfall kommt von oben links, welches deutlich am Schatten der Befestigungsknöpfe sichtbar wird. Im Bild selbst kommt der Lichteinfall dagegen von vorne links.
Oberhalb vom Fries setzt sich das Werk mit einem bildlichen Nebenschmuck zwischen den achtzehn Fenstern und darüber fort. Die vielen dekorativen Festons aus Blumen- und Fruchtgewinden wurden hier einst vom Architekten Weißbach mitgestaltet. Am Fuße der gemalten Säulen findet man Köpfe von Bären, Ebern, Elchen, Füchsen, Wölfen sowie Fischadlern mit ihrer Beute.
Im Zierrahmen werden sich lang hinziehende Ranken von unterschiedlichen Blüten, Blättern und Früchten, aber auch zahlreiche Vögel und Schmetterlinge, in edlen Formen dargestellt. Im Zierrahmen befinden sich 45 Vögel und 9 Schmetterlinge. Die Schmetterlinge sind dabei nur im oberen Zierrahmen vorhanden, während die Vögel im oberen und im unteren Zierrahmen verteilt sind. Eröffnet wird der Zug durch einen Herold zu Ross, welcher sich halb zum folgenden Zug umwendet. An der linken Seite ist gerade noch eine festlich mit Girlanden umwundene Steinsäule zu erkennen. Der Weg ist sandig und ist mit Streublumen verziert. Neben zahlreichen Gräsern sind Eichensetzlinge, Eichenzweige, Fingerhut, diverse Distelarten, Maiglöckchen, Löwenzahn, Gänseblümchen, Klee, Tannenzweige und Fichtenzweige zu erkennen. Rosen liegen ebenfalls auf dem Weg und im Hintergrund sind einzelne Rosenpflanzen sichtbar. Heinrich der Erlauchte trägt eine Zither (Cister) auf dem Rücken. Er war ein Freund vom Minnesang und soll mit diesem Detail an die Zeit der Minnesänger erinnern. Albrecht II. (der Entartete) trägt keine Kopfbedeckung, sondern einen Rosenkranz auf dem Kopf. Friedrich der Streitbare ist im Zug der erste meißnische Fürst, welcher mit dem Kurhute geschmückt ist. Unter dem rechten Hinterhuf des Pferdes von August II. (August der Starke) wird eine blühende Rose zertreten. Dieses Detail gab dem Betrachter schon immer Rätsel auf. Vermutlich hat der Künstler Wilhelm Walther hier diskret auf das Schicksal von Constantia von Cosel, auch Gräfin Cosel genannt, aufmerksam machen wollen. Unter dem Pferd von König Johann liegt eine große verlorengegangene Hutfeder, welche vermutlich aus dem Hutschmuck von Johann Georg I. stammen könnte. Keine der dargestellten Personen trägt einen Ring als Fingerschmuck. Zwei Personen tragen sichtbar einen Ohrring.
Im Fürstenzug werden insgesamt 94 Personen dargestellt, davon reiten 45 Personen zu Pferd und 49 Personen gehen zu Fuß. Obwohl viele Personen anscheinend intensiv miteinander kommunizieren, ist bei den Beteiligten der Mund geschlossen. Der Künstler W. Walther überließ Gestik und Gestikulation den Vorrang. Die einzige sichtbar sprechende Person ist der Köhler Georg Schmidt, Retter des entführten Prinzen Albrecht im Altenburger Prinzenraub, welcher als mittlere Person hinter Albrecht dem Beherzten schreitet. Sechzehn Personen schauen aus dem Bild heraus und treten mit dem Betrachter in direkten Blickkontakt. Neben den 45 Pferden gibt es noch zwei Hunde und im Zierrahmen sind Vögel sowie Schmetterlinge zu sehen. Somit sind im Fürstenzug vier Tierarten vertreten. Pferde, Hunde, Vögel und Schmetterlinge. Es werden im Zug elf Fahnen mitgeführt, außerdem haben die vier Fanfaren der Bläser einen Fahnenschmuck. Neun Personen haben keinerlei Kopfbedeckung und fünfzig Personen tragen sichtbar einen Bart. Der in der Schlussgruppe befindliche sächsische Bauer hat möglicherweise ein Feuermal oder Muttermal (Nävus) auf der linken Gesichtshälfte.
Unterschiedliche Waffenarten werden durch die auf dem Fürstenzug dargestellten Personen mitgeführt. Zu sehen sind dabei Hiebwaffen, Stichwaffen, Säbel, das Bajonett, Hellebarden, Speere, Spieße, das Spetum, die Partisane, Dolche, Messer und verschiedene Schwertformen. Außerdem präsentiert man dem Betrachter unterschiedliche Lanzen, Degen, das Florett, Rapiere und das Stilett. Moritz von Sachsen trägt einen Kriegshammer mit Schlagdorn. Bei Johann Georg I. wird erstmals eine Handfeuerwaffe Radschlosspistole sichtbar. Sie ist dabei in einem Holfter am Reitsattel befestigt. Nachfolgend werden auch andere Schusswaffen, wie die Flinte, die Muskete, Vorderladerhandwaffen und Hinterladergewehre getragen. Das Gesamtwerk gibt somit auch einen gewissen Einblick in die geschichtliche Entwicklung von Blank- und Feuerwaffen.

## Fakten
Die exakten Abmessungen des gesamten Wandbildes betragen – einer zeitgenössischen Bauzeichnung zufolge – 101,9 m Länge und 10,51 m Höhe. Da sich im oberen Teil des Frieses 18 Fenster befinden, beträgt die mit Fliesen belegte Fläche lediglich 968 Quadratmeter. Die Abmessungen der einzelnen Fliesen sind 20,5 cm × 20,5 cm. Bei einer fugenfreien Verlegung sind damit ungefähr 23.000 Fliesen an der Wand angebracht, wobei wegen der eingeschlossenen Fenster auch Teilstücke zum Einsatz kamen.
Die oft genannte Zahl von ungefähr 25.000 Fliesen des Wandbildes entspricht der Anzahl, die insgesamt hergestellt wurden. Zahlreiche Fliesen benötigte man für die notwendigen Voruntersuchungen.

## Abgebildete Personen

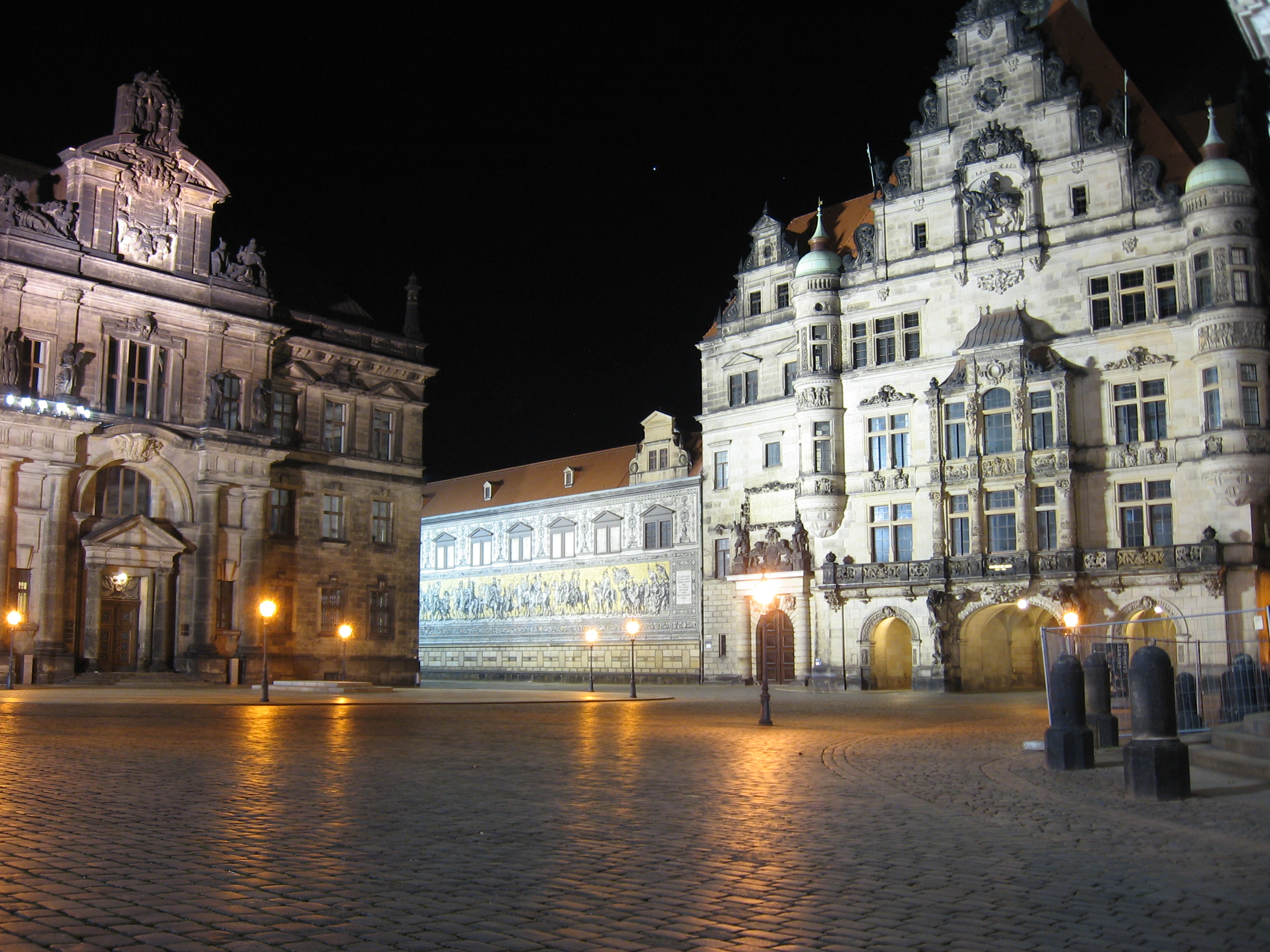
Ende des Fürstenzugs am Georgentor nachts

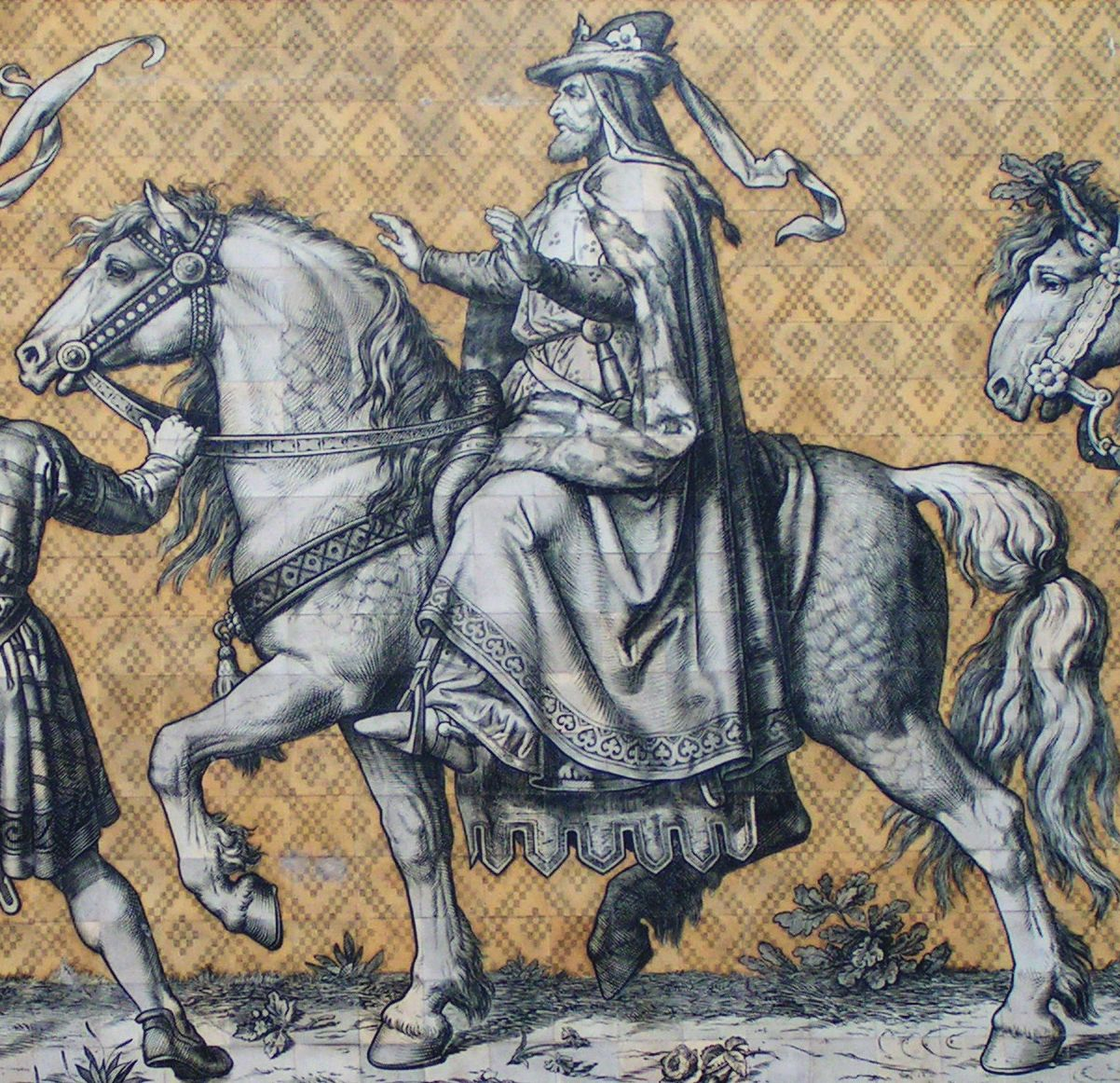
Konrad der Große aus dem 12. Jahrhundert, der erste Regent der Prozession

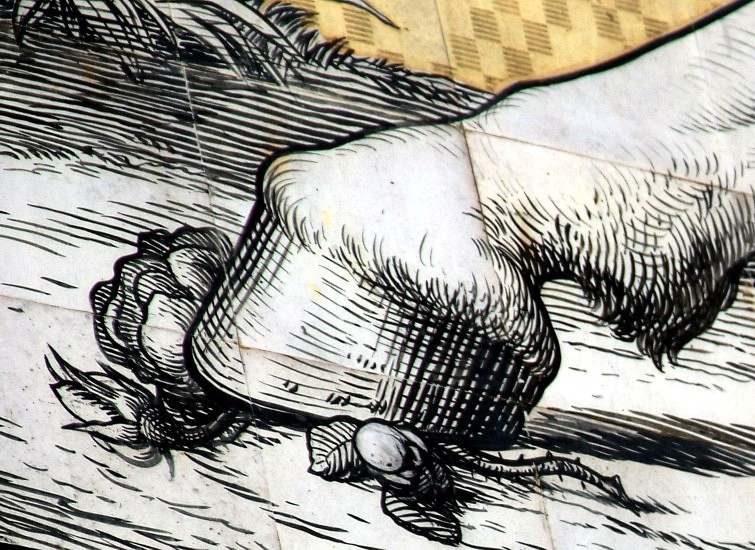
Die zertretene Rose unter dem Huf des Pferdes von August dem Starken

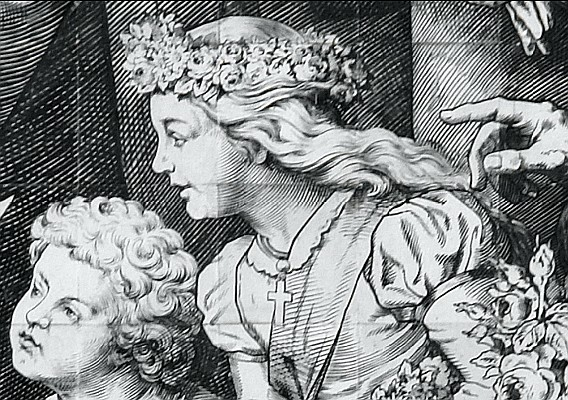
Das Mädchen in der Mitte der Kindergruppe ist die einzige weibliche Figur des Fürstenzuges

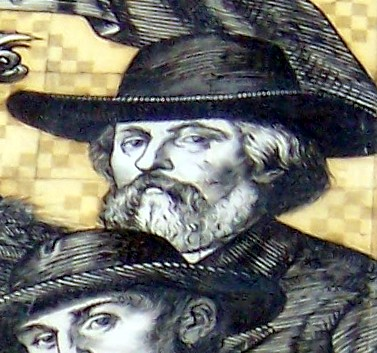
Der Historienmaler Wilhelm Walther als Endfigur des Fürstenzugs.

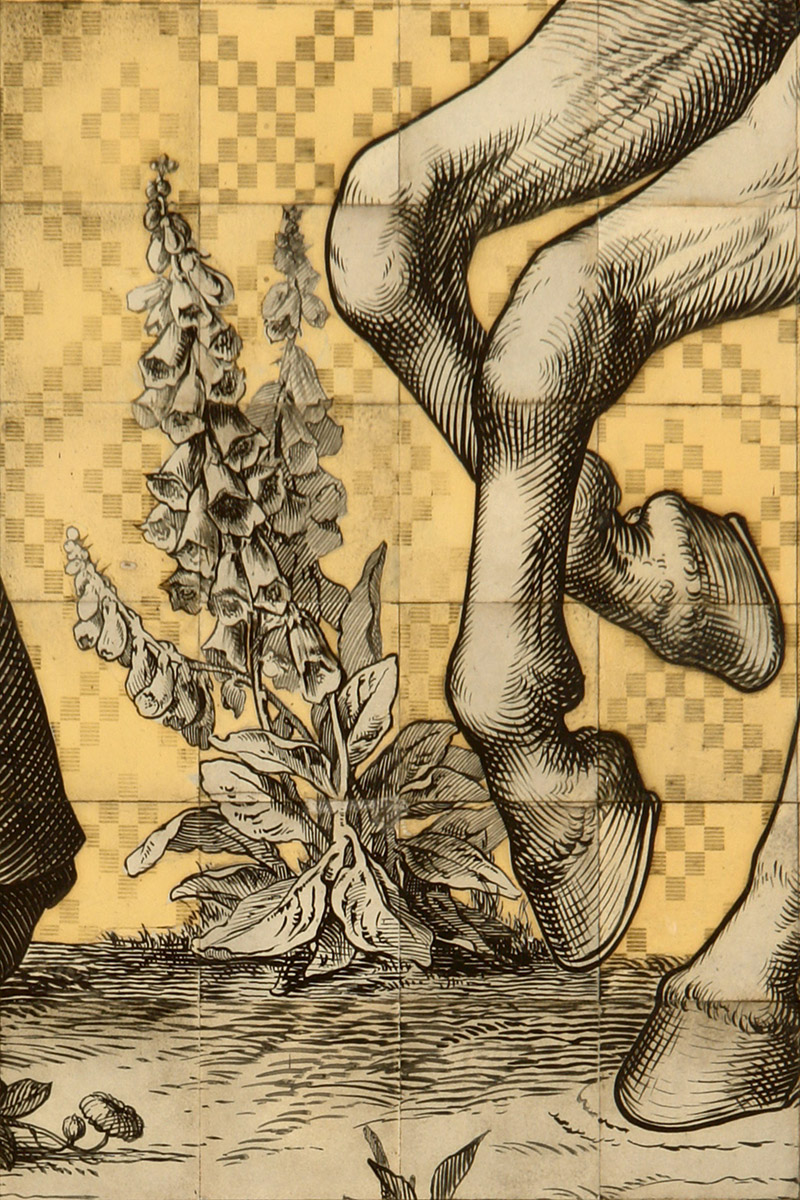
Im Detail erkennt man die etwa 20 cm × 20 cm großen Fliesen

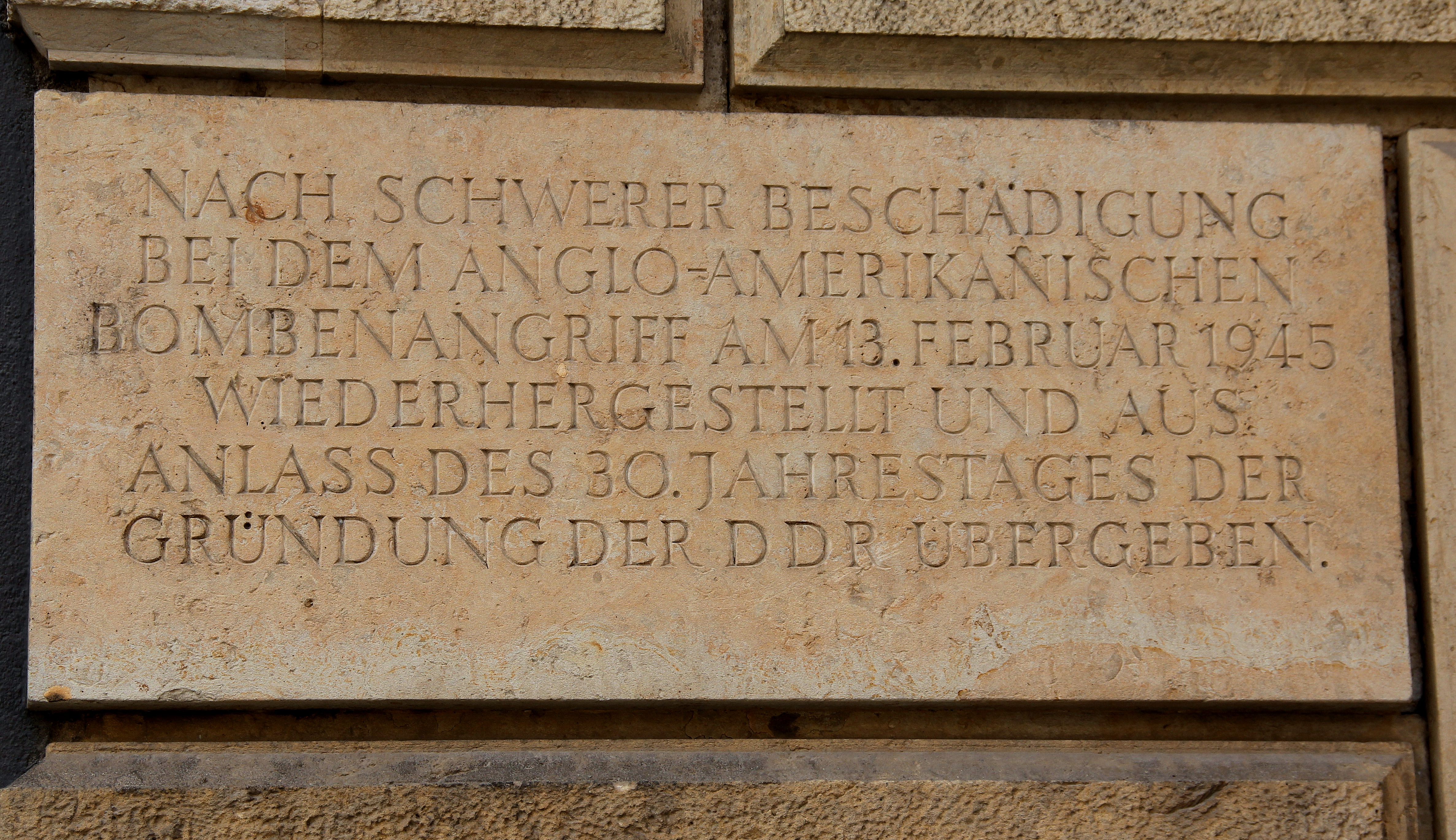
Sandsteininschrift zur Restaurierung im Jahre 1979

Insgesamt werden 94 Personen abgebildet. Es sind 34 Markgrafen, Herzöge, Kurfürsten und Könige Sachsens bis zum König Albert zu sehen. Hinter König Albert wurde vorausschauend schon dessen Bruder Georg, damals noch Prinz, ohne unten aufgeführte Regierungszeit in den Zug aufgenommen. Weiterhin sind 59 Wissenschaftler, Künstler, Handwerker, Soldaten, Kinder und Bauern, fünfundvierzig Pferde und zwei Windhunde dargestellt. Neben Vertretern der Kreuzschule, der Leipziger Universität und des Königlich Sächsischen Polytechnikums Dresden sind der Maler Ludwig Richter, die Bildhauer Ernst Hähnel und Johannes Schilling und schließlich Wilhelm Walther selbst mit Gehilfen hinter dem Tross der Regierungshäupter zu sehen. Seinen Lehrer Julius Hübner hat er zum Dank für die Weiterreichung des Auftrages an ihn und die Unterstützung als 12. Person von rechts abgebildet, den Entwurf des Fürstenzuges deshalb in Händen haltend. Bis auf Heinrich I. von Eilenburg (um 1089) und den letzten König Friedrich August III. sind sämtliche Regenten des Hauses Wettin in der Reihenfolge ihrer Regierungszeit angeordnet. Unter jedem, bis auf dem damals noch regierenden König Albert (nur Jahr vom Regierungsantritt) und dem noch nicht regierenden Prinzen Georg (ohne Jahr), ist der Name und die Regierungszeit der Person ablesbar.
Die begleitenden Personen zeigen zumeist Vertreter alter sächsischer Familien die an den verschiedensten Stellen ihrer Kleidung das jeweilige Familienwappen tragen. Zum Teil sind die Wappen nicht immer sofort erkennbar, da sie W. Walther eher diskret einfügte. So befindet sich zum Beispiel das Nostitzsche Wappen des Adelsgeschlecht von Nostitz ganz klein auf der Ulanka eines der beiden zu Pferde reitenden Kavalleristen der militärischen Schlusstruppe. Der Gardereiter daneben trägt das Wappen der Familie von Posern dagegen weiter unten am Uniformrock.
In den meisten Beschreibungen werden nur 93 Personen erwähnt. Dies liegt daran, dass die 94. Person erst im Rahmen des „lebendigen“ Fürstenzuges anlässlich der 800-Jahr-Feier Dresdens gefunden wurde. Sie blieb hinter den Wissenschaftlern, Künstlern und Studenten unentdeckt, weil man von ihr nur die Kopfbedeckung und eine Fahne sieht.
Abgebildete Regenten:
- Konrad der Große (1127–1156)
- Otto der Reiche (1156–1190)
- Albrecht der Stolze (1190–1195)
- Dietrich der Bedrängte (1195/1198–1221)
- Heinrich der Erlauchte (1221–1288)
- Albrecht der Entartete (1288–1307)
- Friedrich der Gebissene (1307–1324)[19]
- Friedrich der Ernsthafte (1324–1349)[20]
- Friedrich der Strenge (1349–1381)
- Friedrich der Streitbare (1381–1428)
- Ernst (1464–1486)
- Friedrich der Sanftmütige (1428–1464)
- Albrecht der Beherzte (1486–1500)
- Friedrich der Weise (1486–1525)
- Johann der Beständige (1525–1532)
- Johann Friedrich der Großmütige (1532–1547)
- Georg der Bärtige (1500–1539)
- Heinrich der Fromme (1539–1541)
- Moritz (1547–1553)
- August (1553–1586)
- Christian I. (1586–1591)
- Christian II. (1591–1611)
- Johann Georg I. (1611–1656)
- Johann Georg II. (1656–1680)
- Johann Georg III. (1680–1691)
- Johann Georg IV. (1691–1694)
- August II. (August der Starke, 1694–1733)
- August III. (1733–1763)
- Friedrich Christian (1763)
- Friedrich August der Gerechte (1763–1827)
- Anton der Gütige (1827–1836)
- Friedrich August II. (1836–1854)
- Johann (1854–1873)
- Albert (1873–1902)
- Georg, hier noch als Prinz dargestellt (1902–1904)

Wahlspruch einiger Regenten (oberhalb der Personen angeordnet)
- Verbum Domini manet in aeternum (VDMA) (Das Wort Gottes währet in Ewigkeit) – Wahlspruch der lutherischen Reformation – Friedrich der Weise
- Laus Tibi Deo (Gelobt sei Gott) – Johann der Beständige
- Spes Mea In Deo Est (Meine Hoffnung ist in Gott) – Johann Friedrich der Großmütige
- Der Name des Herrn sei gelobt – Georg der Bärtige
- Gott ist mein Helfer und Erretter – Heinrich der Fromme
- Endlich überwindet die gute Sache – Moritz oder August
- Die Furcht des Herrn ist der Weisheit Anfang – Christian II.
- Christus meines Lebens Ziel – Johann Georg I.
- Gott und dem Vaterlande – Johann Georg II.
- Der Herr ist mein Panier – Iehova Vexillum Meum – Johann Georg III., siehe auch Schlussstein im Kleinen Schlosshof (Bild)
- Providentiae Memor (Der Vorsehung eingedenk) – Friedrich August der Gerechte

Weitere abgebildete Personen im Fürstenzug:
- Vordere Gruppe vor Konrad dem Großen
  - der Herold
  - vier Fanfarenbläser
  - ein Hornbläser
  - ein Querflötenspieler
  - ein Paukenspieler
  - drei Bannerträger
  - zwei Knappen
- hinter Albrecht dem Stolzen
  - ein Bannerträger
  - ein Schwertträger (Gerichtsbarkeit)
  - Nickel von Minckwitz (um 1485–1549), Ritter in sächsischen und kurfürstlich brandenburgischen Diensten
- hinter Heinrich dem Erlauchten
  - Hildebrand I. von Einsiedel (um 1400–1461), kursächsischer Obermarschall
- hinter Friedrich dem Strengen
  - Wilhelm Friedrich von Milckau (1550–1623), kursächsischer Hofmeister, Oberstleutnant
  - George von Gablentz (* um 1321), Ritter in markgräflich-meißnischen Diensten
  - Georg von Carlowitz (1471–1550), herzoglicher Rat, Amtshauptmann zu Radeberg
- hinter Albrecht dem Beherzten
  - Heinrich von Hausen, landgräflich-thüringischer Obermarschall
  - Georg Schmidt, Köhler, Retter des entführten Prinzen Albrecht im Altenburger Prinzenraub
  - Dietrich von Schönberg, herzoglich-sächsischer Rat, kurfürstlich-sächsischer Geheimrat
- hinter Heinrich dem Frommen
  - Ernst von Miltitz (1496–1555), kurfürstlicher Hofmarschall
  - Hans von Ponickau (1508–1573), kurfürstlicher Kämmerer
  - ein Mohr mit zwei Hunden
- hinter Johann Georg I.
  - Hans Bastian I. von Zehmen (1598–1638), kursächsischer Oberst, Kommandant der Festung Magdeburg
  - Nicolai von Gersdorff (1629–1702), Landvogt der Oberlausitz
- hinter Johann Georg IV.
  - Johann Ehrenfried von Nauendorf (* 1701), kaiserlicher Hauptmann, kurfürstlich-sächsischer Kammerherr, Amtshauptmann im Vogtland
- hinter August III.
  - Friedrich Wilhelm von Kyaw (1654–1733), Kommandant der Festung Königstein
  - ein Schweizer Gardist
- hinter Friedrich August II.
  - Julius Traugott Jakob von Könneritz (1792–1866), sächsischer Gardist, später Vorsitzender des sächsischen Gesamtministeriums
  - Albrecht Adolph Levin von Metzsch (1772–1812), Major der königlich-sächsischen leichten Infanterie

Abgebildete Personen der Schlussgruppe:
Die letzte Reitergruppe stellt die 5 Waffengattungen der sächsischen Armee dar:
- Grenadier zu Fuß (Königlich-Sächsisches Leibgrenadier-Regiment Nr. 100 Dresden, mit Wappen der Vitzthum von Eckstädt)
- Kanonier zu Fuß (mit Wappen der Familie von Metzradt)
- Ulan zu Pferde (2. Königlich-Sächsisches Ulanenregiment, Herr von Nostitz)
- Gardereiter (Wappen der Familie von Posern)
- Schütze zu Fuß – Fähnrich im Königlich-Sächsischen Füsilier-Regiment Nr. 108, Kurt von Lüttichau († 18. August 1870 St. Privat/Frankreich)

Dann folgt das bürgerliche „Fußvolk“ in der Schlussgruppe:
- Schüler des Kreuzgymnasiums (der Sohn Wilhelm Walthers)
- Corpsstudent der Universität Leipzig (ein Herr von Erdmannsdorff, Wappen auf Schärpe)
- Student der Technischen Hochschule Dresden
- Architekt Hermann Nikolai
- Maler Carl Gottlieb Peschel
- Maler Julius Hübner (beide betrachten ihren eigenen Entwurf des Fürstenzuges)
- Bildhauer Johannes Schilling
- Bildhauer Ernst Hähnel
- Maler Ludwig Richter
- Kindergruppe, ein Ludwig-Richter-Motiv, das Mädchen in der Mitte ist die einzige weibliche Figur des Fürstenzuges
- Germanist Ernst Förstemann (Direktor der Königlichen Bibliothek)
- Geheimrat Wiesener, Dezernent für die schönen Künste im Königlichen Ministerium (beförderte das Projekt)
- Kunsthistoriker und Archäologe Freiherr von Weißenbach, Wappen der Familie, der Ochsenkopf, auf dem Hemdkragen
- eine Person, von der nur der Hut zu erkennen ist, ein Fahnenträger (wird als Clemens Freiherr von Hausen identifiziert[22])
- ein Mitarbeiter Walthers, Zimmerer Kern
- ein sächsischer Bergmann
- ein sächsischer Bauer
- ein Mitarbeiter Walthers, Maurer Pietsch
- der Erschaffer des Fürstenzuges, Historienmaler Wilhelm Walther (1826–1913)

## Abgebildete Wappen

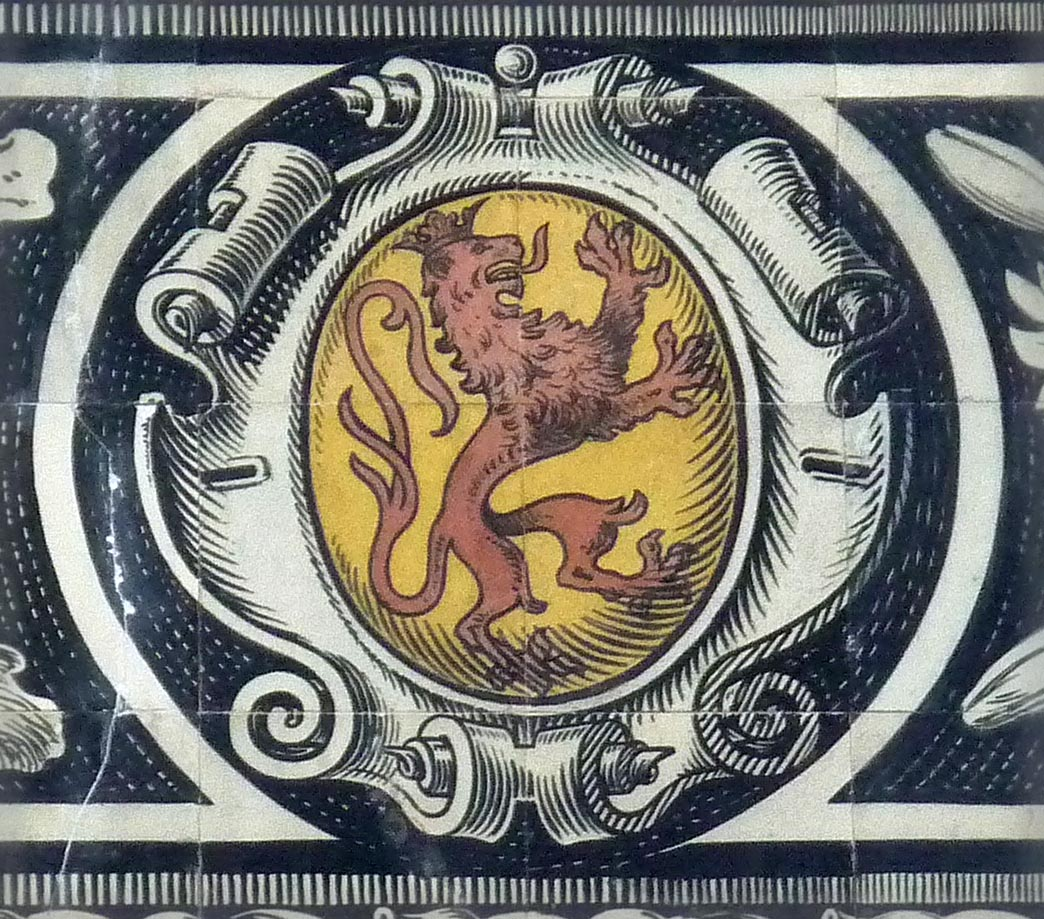
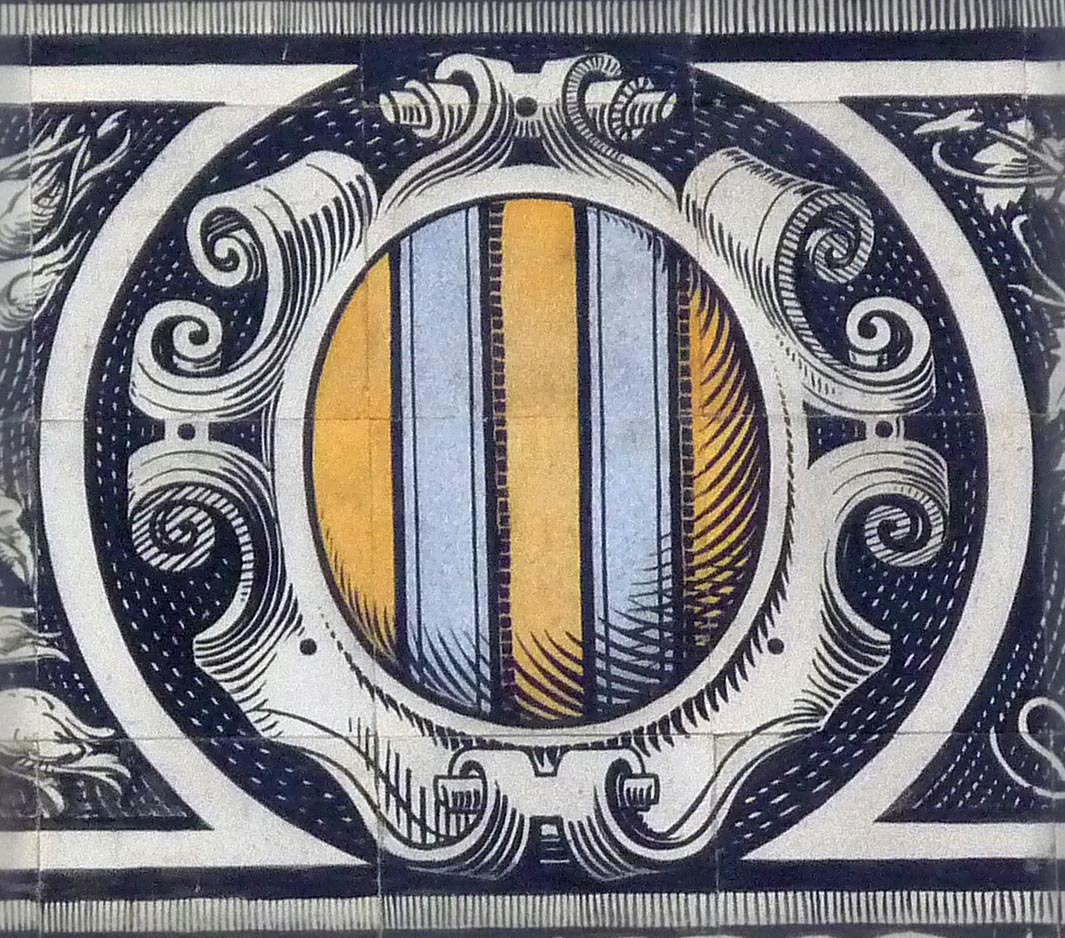
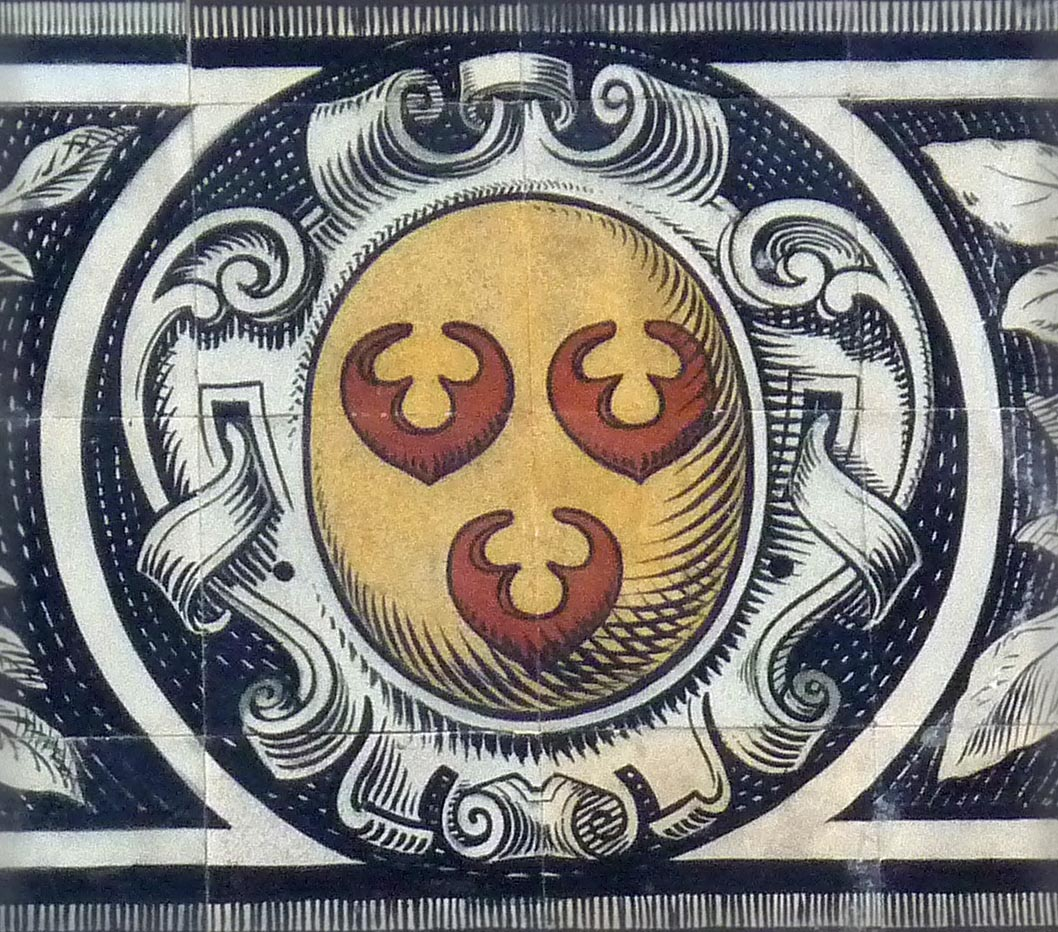
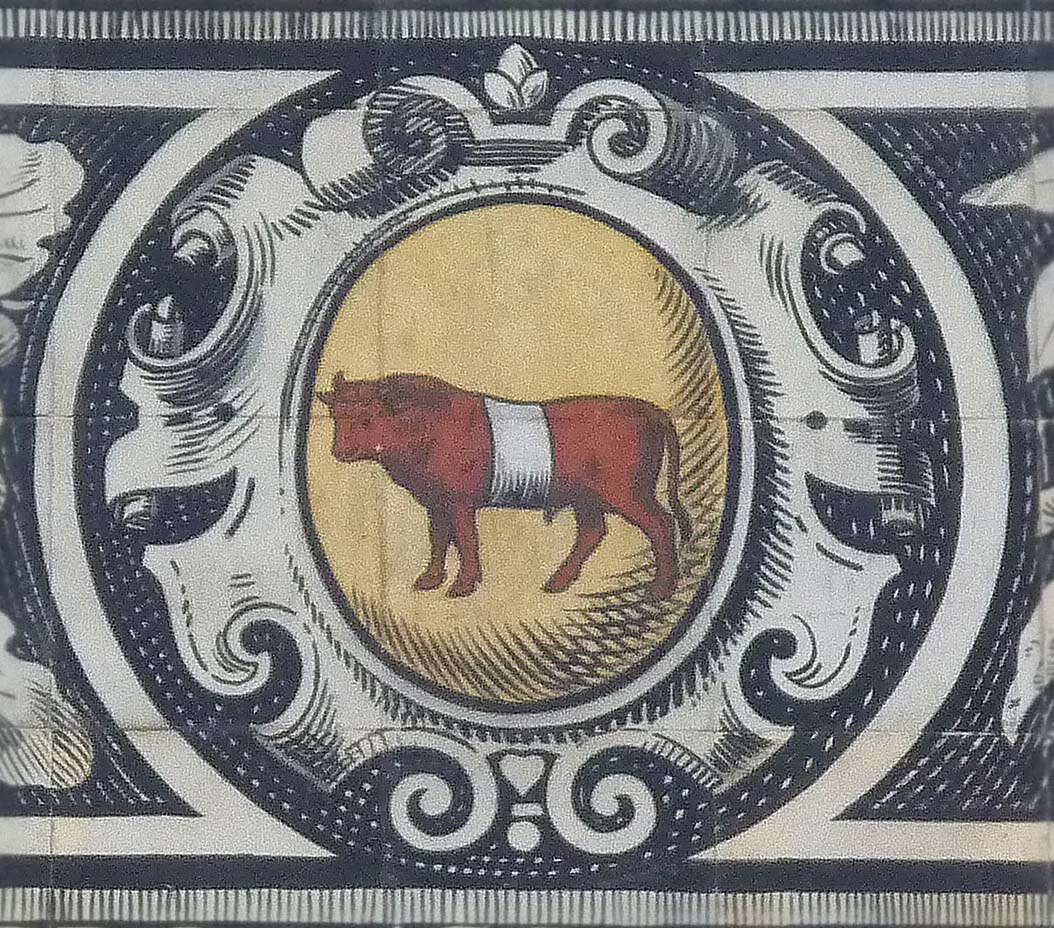
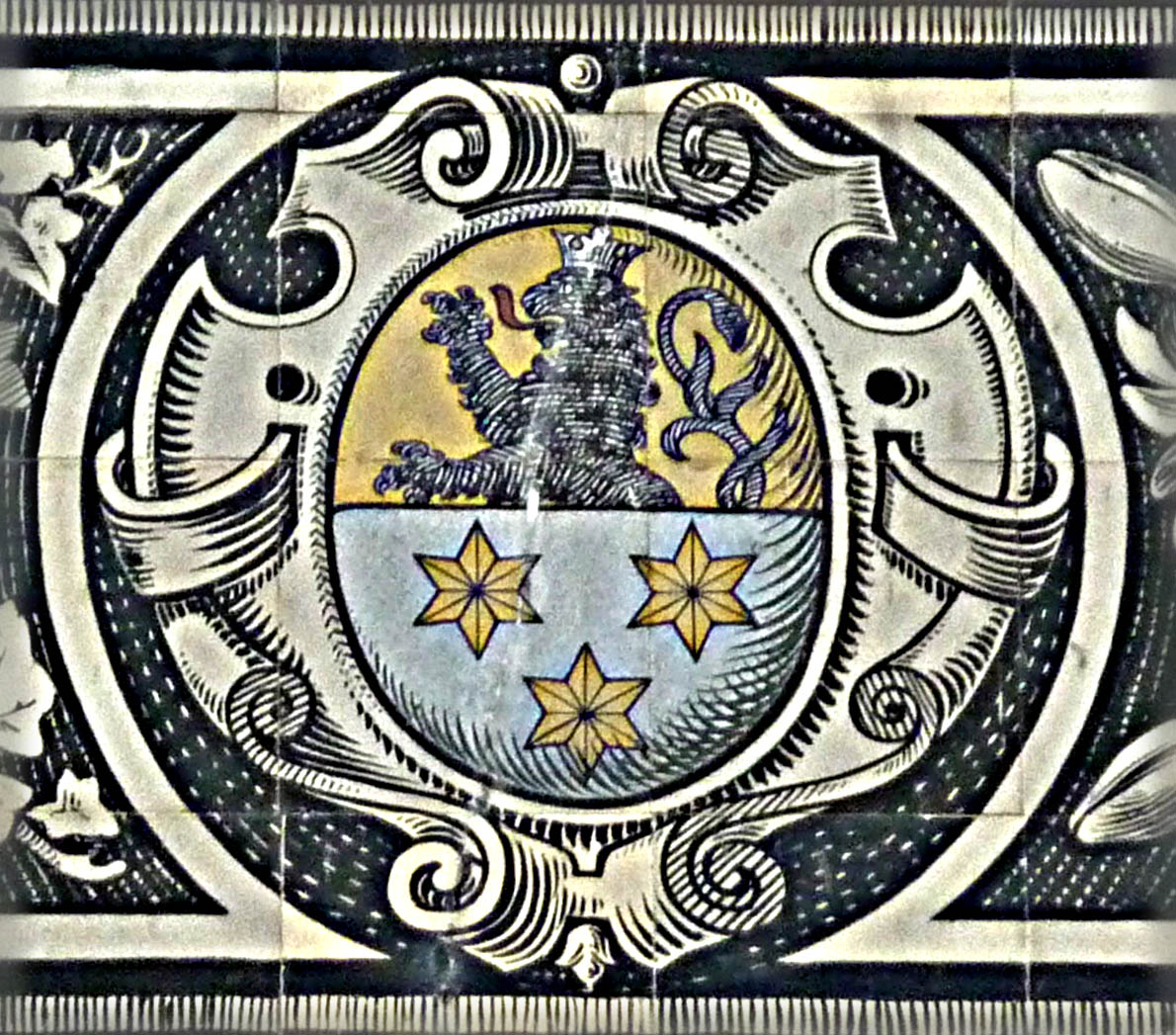
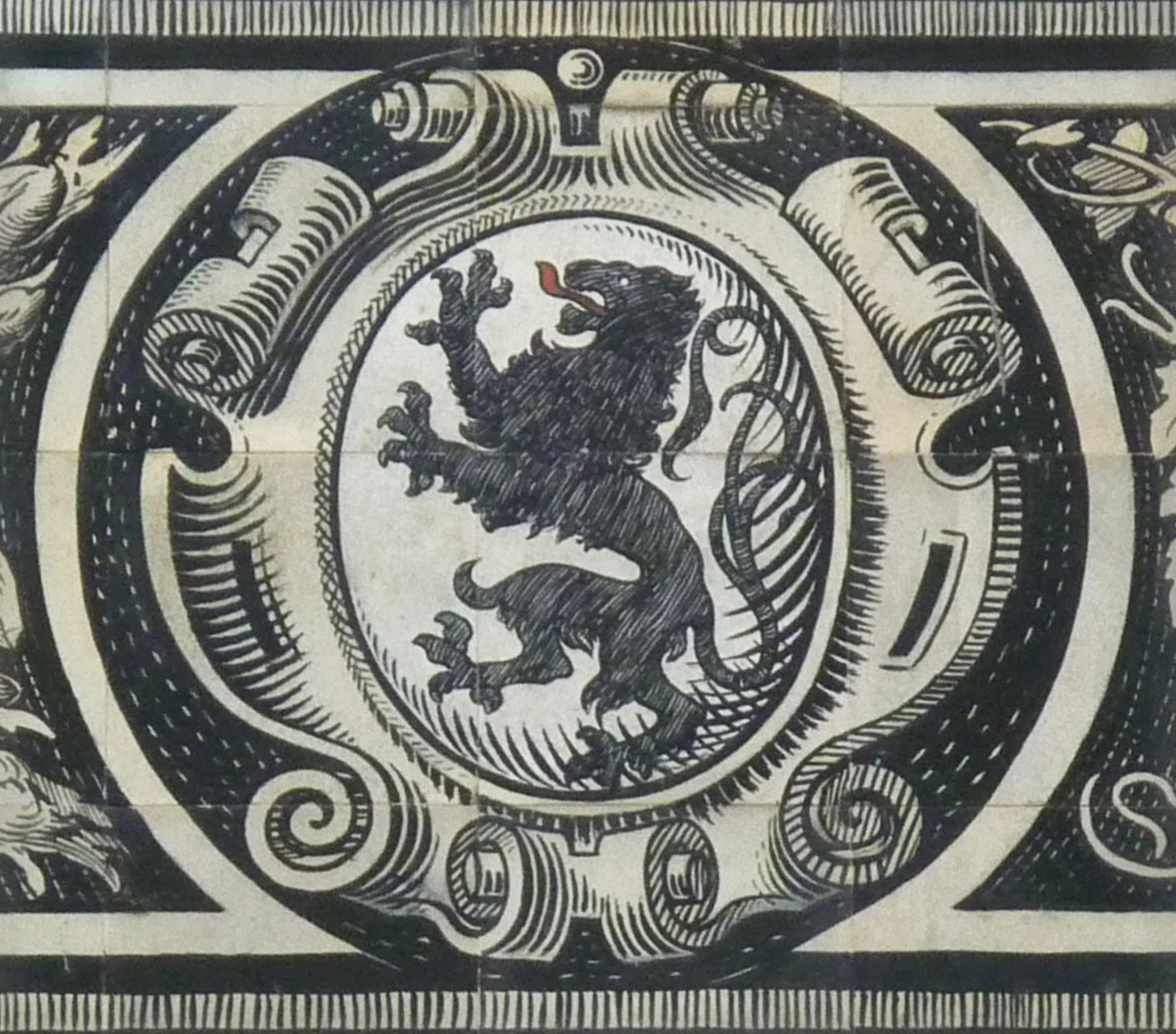
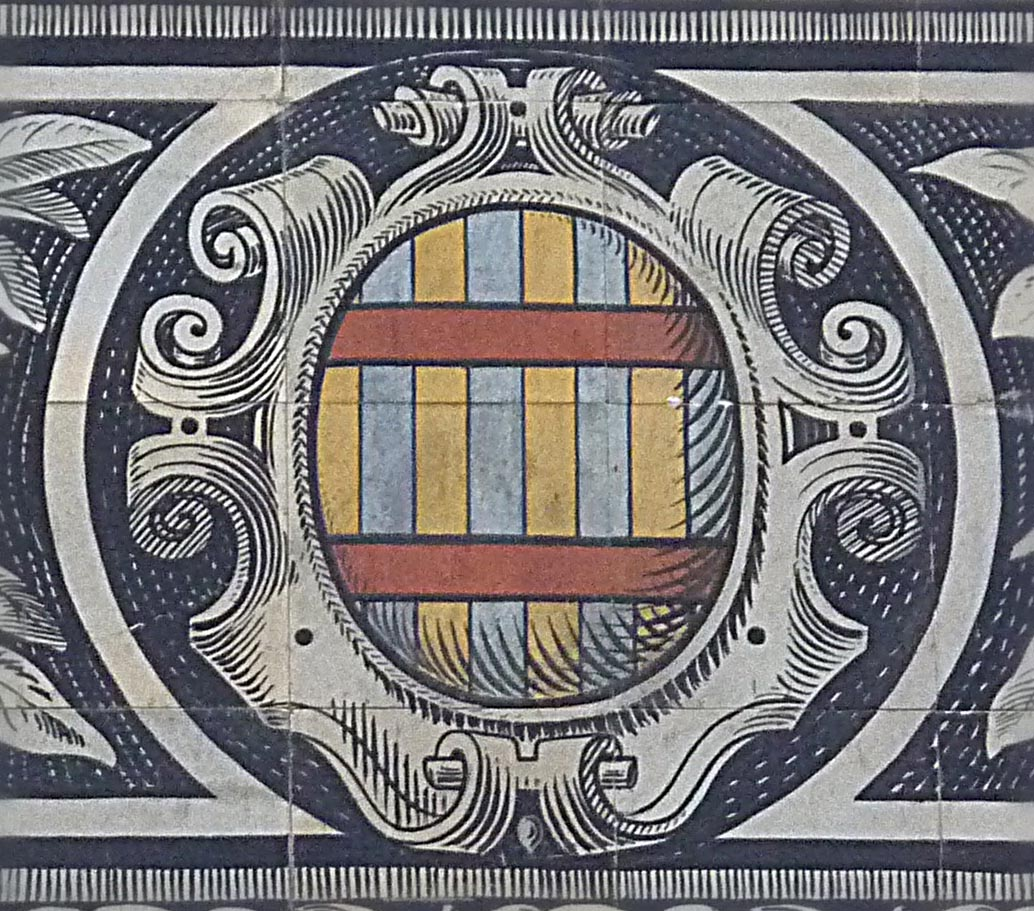
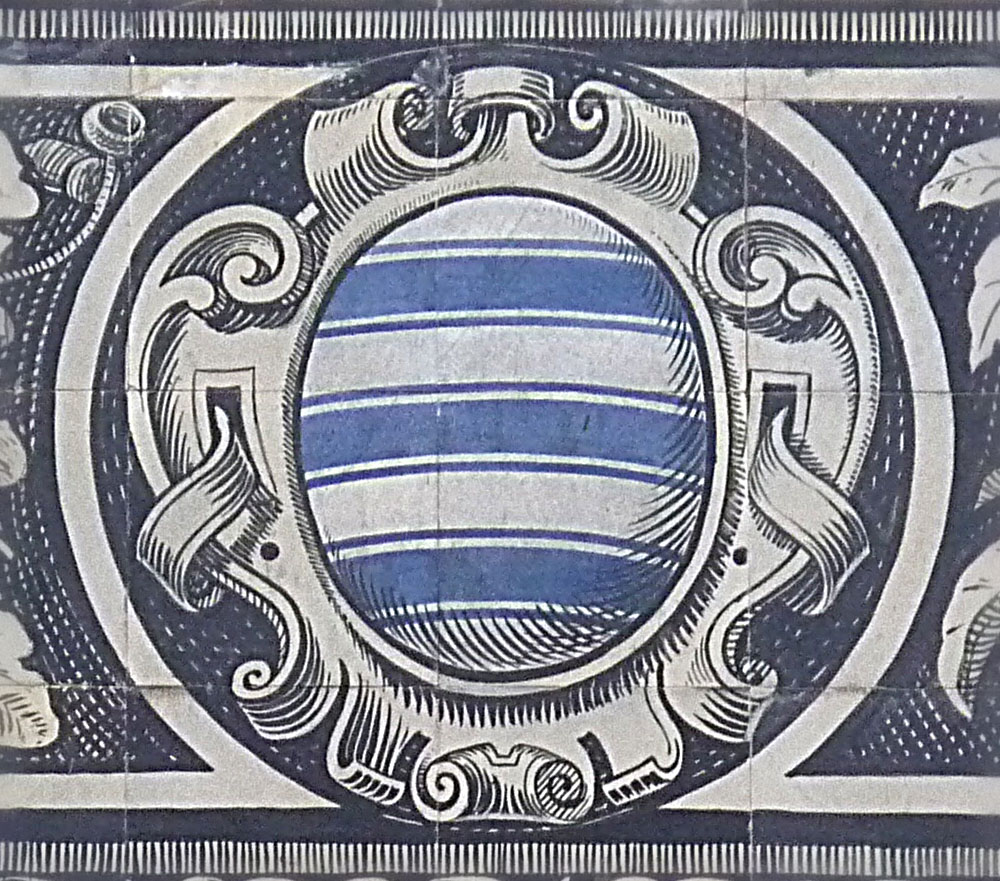
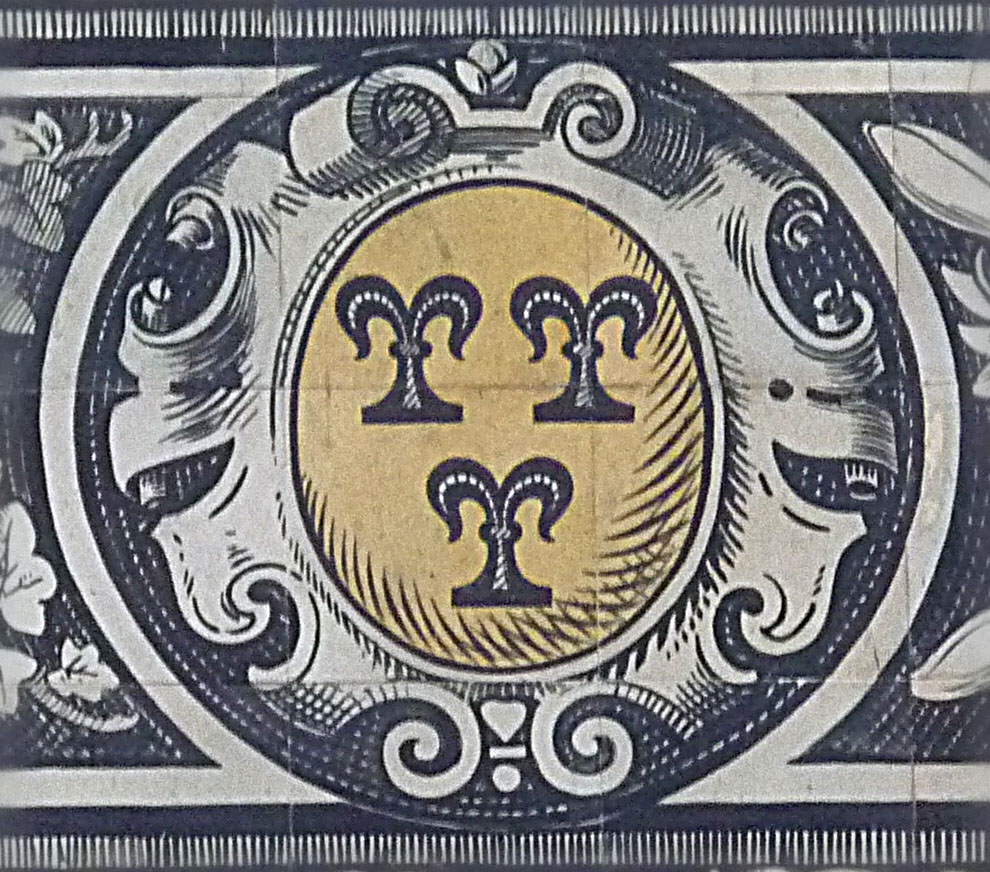
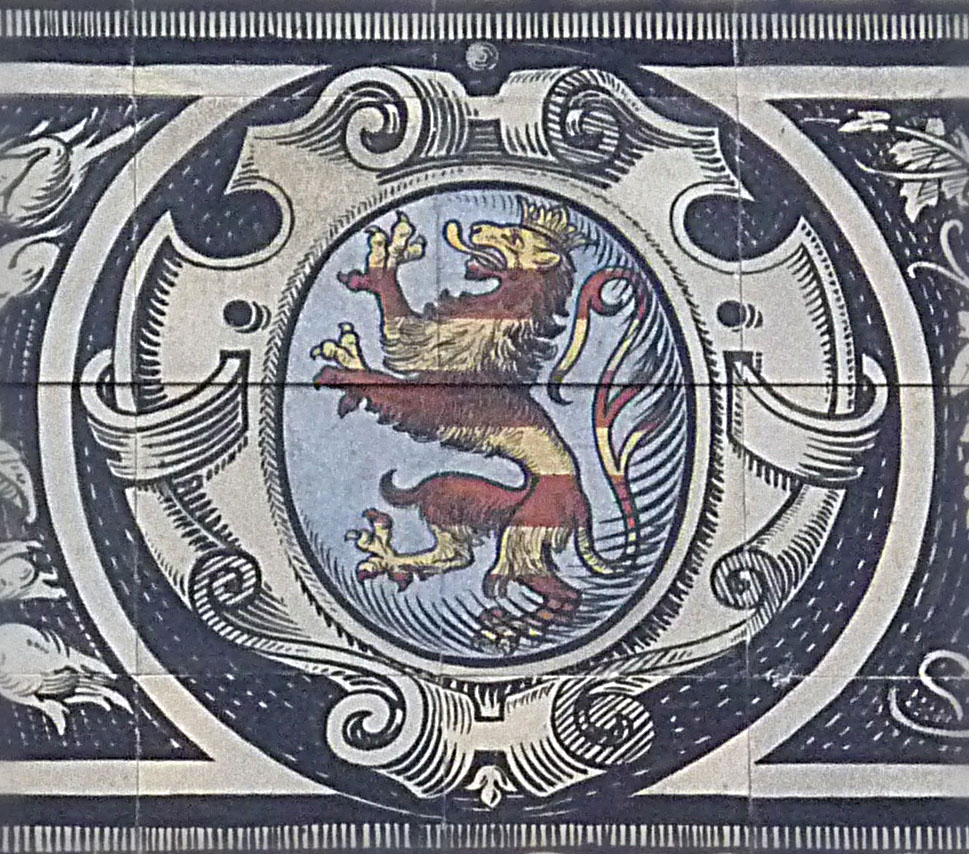
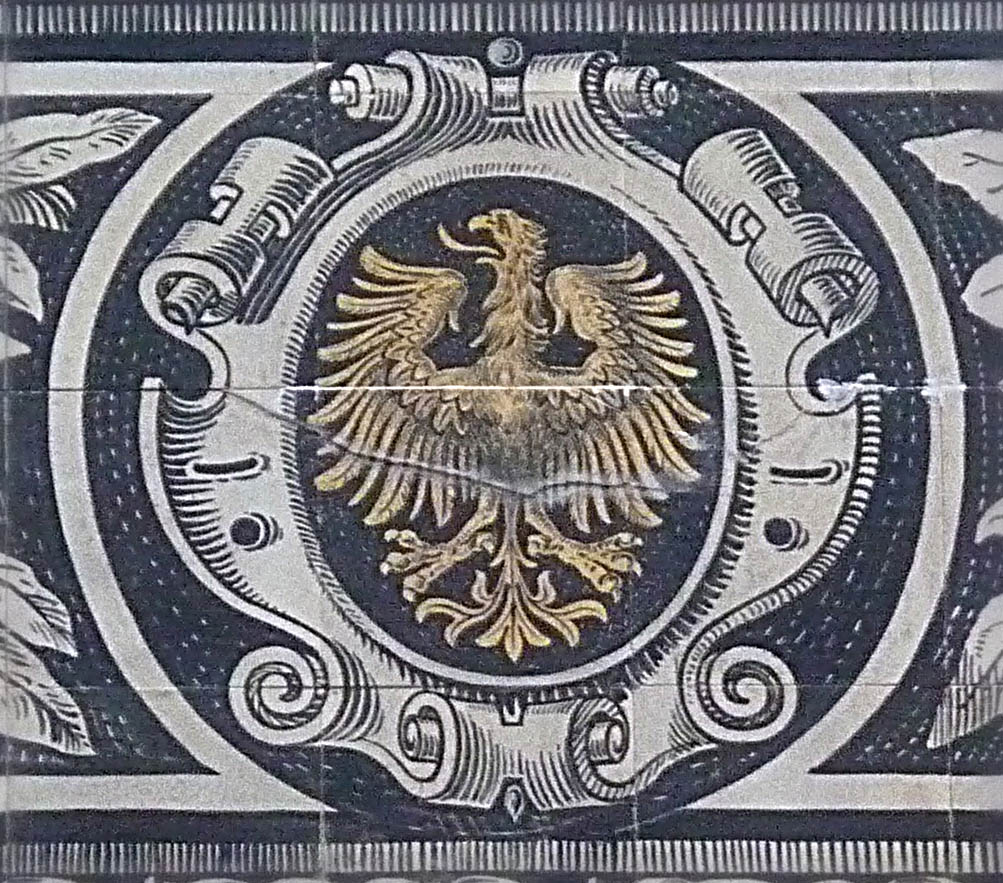
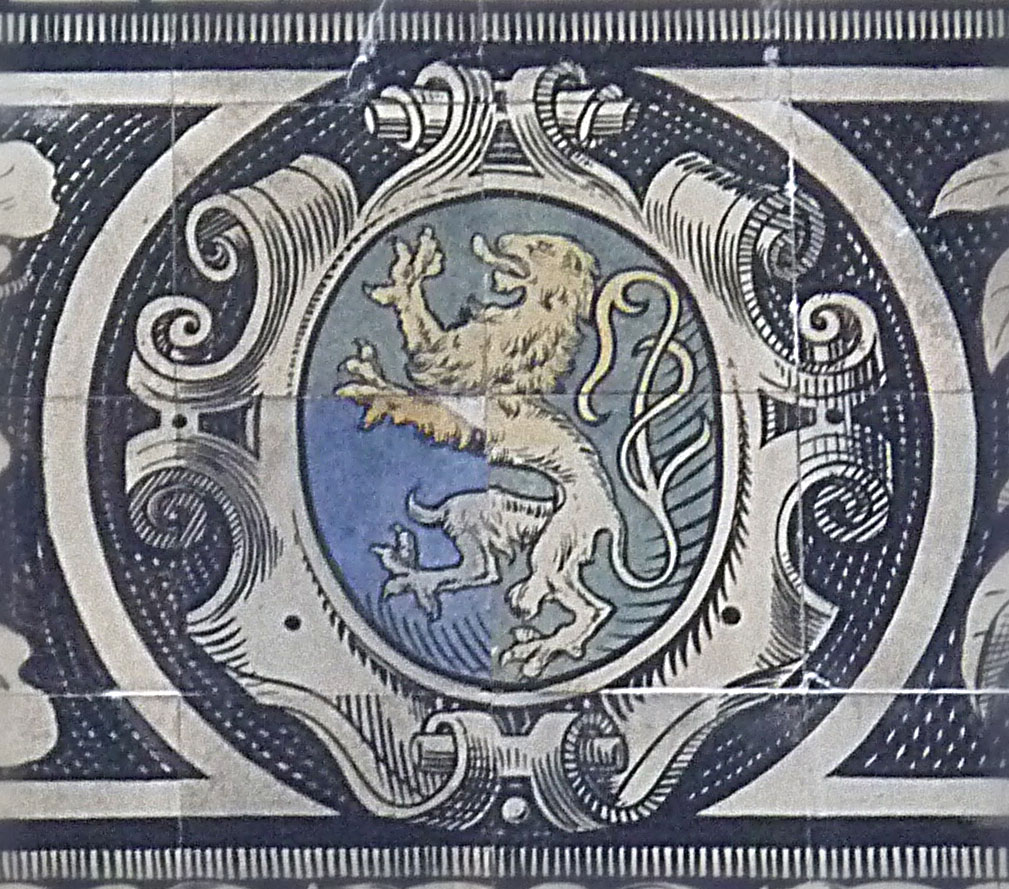
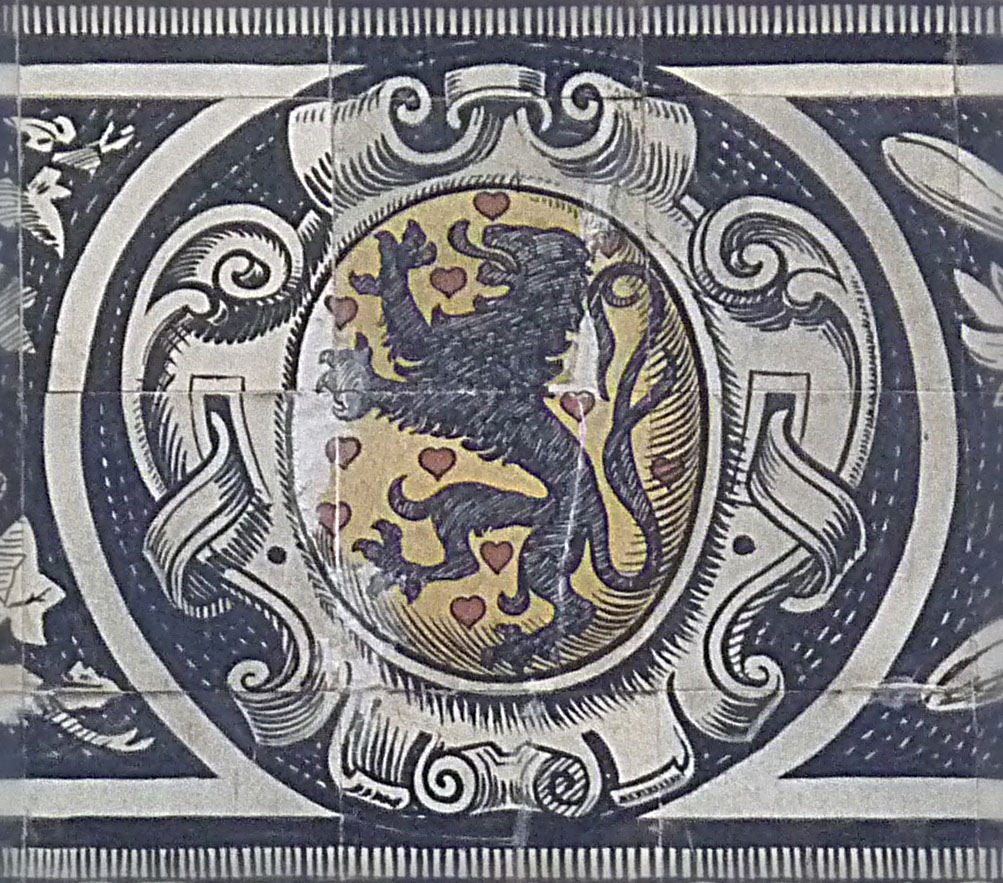
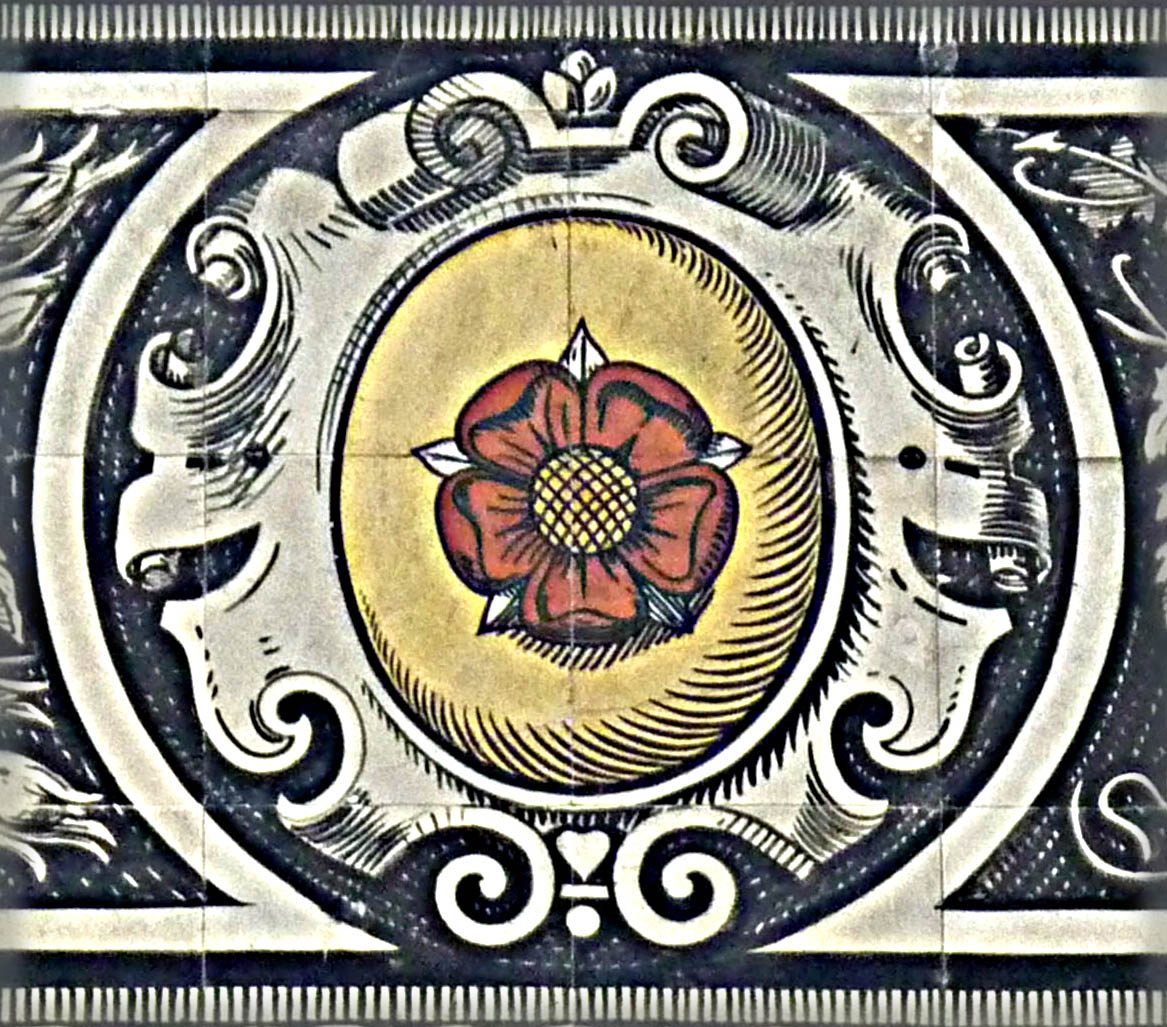
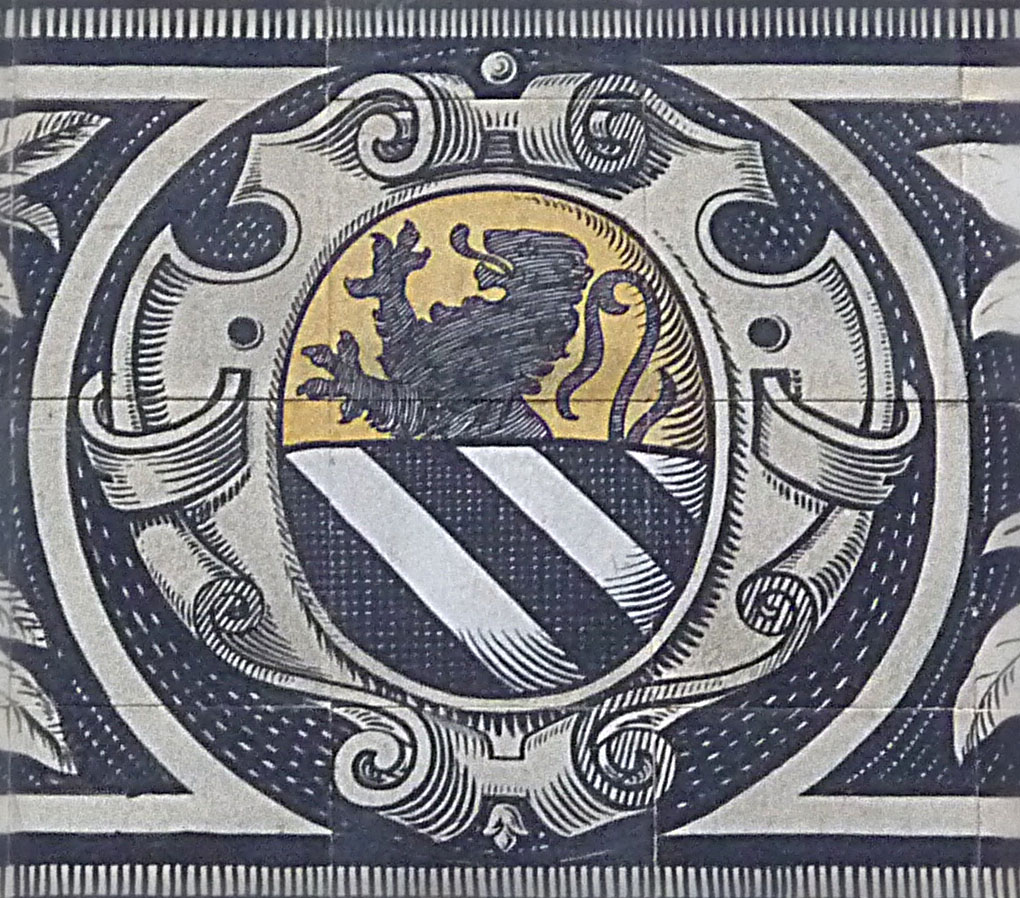
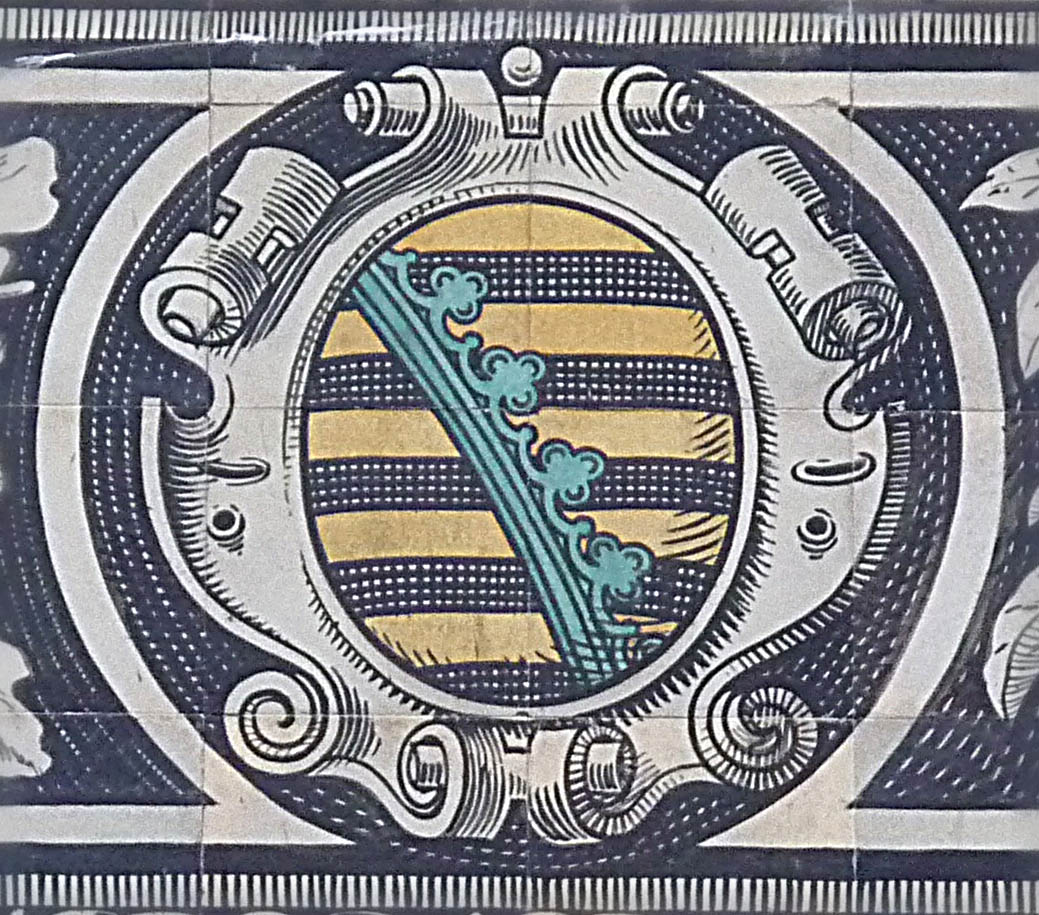
Wappen des Herzogtums Sachsen
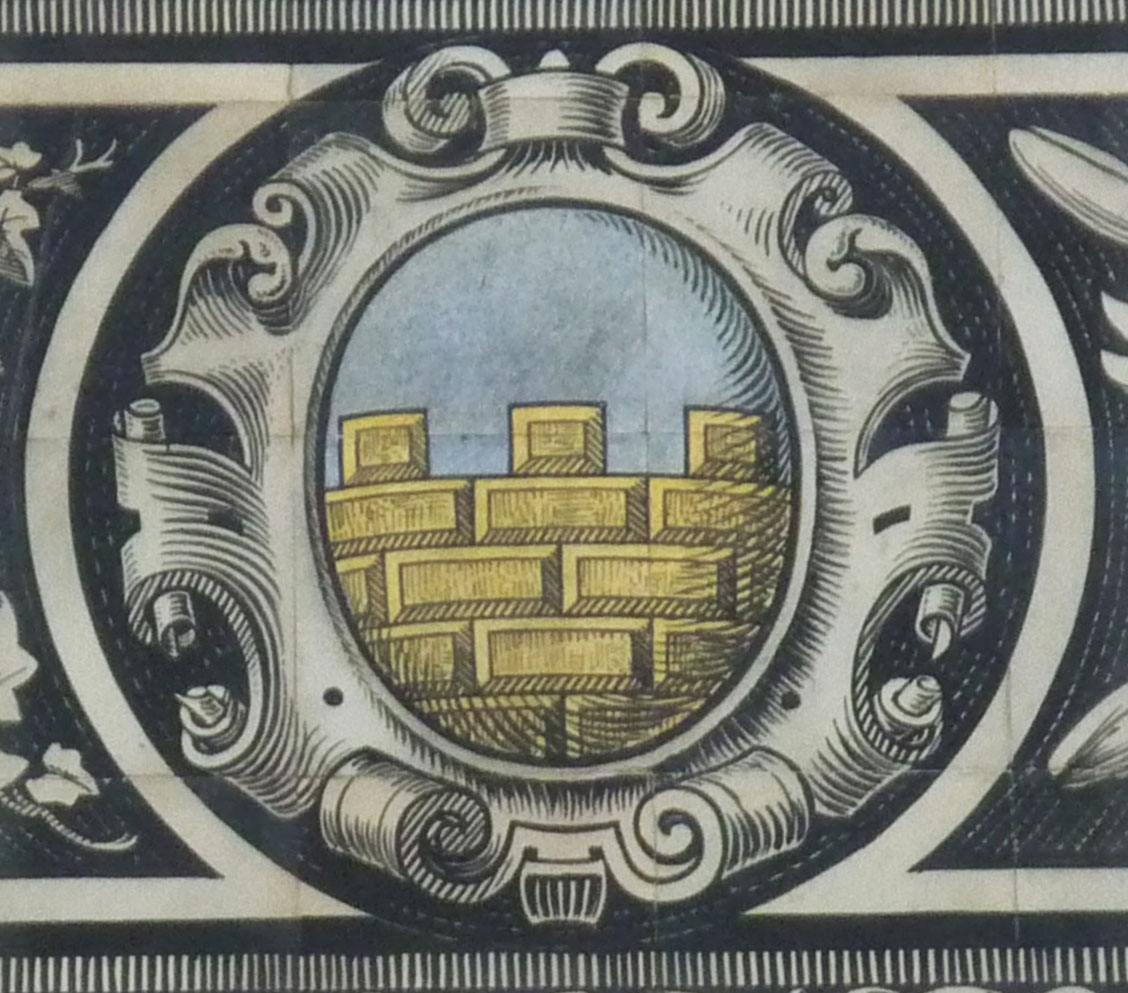
Wappen der Markgrafschaft Oberlausitz
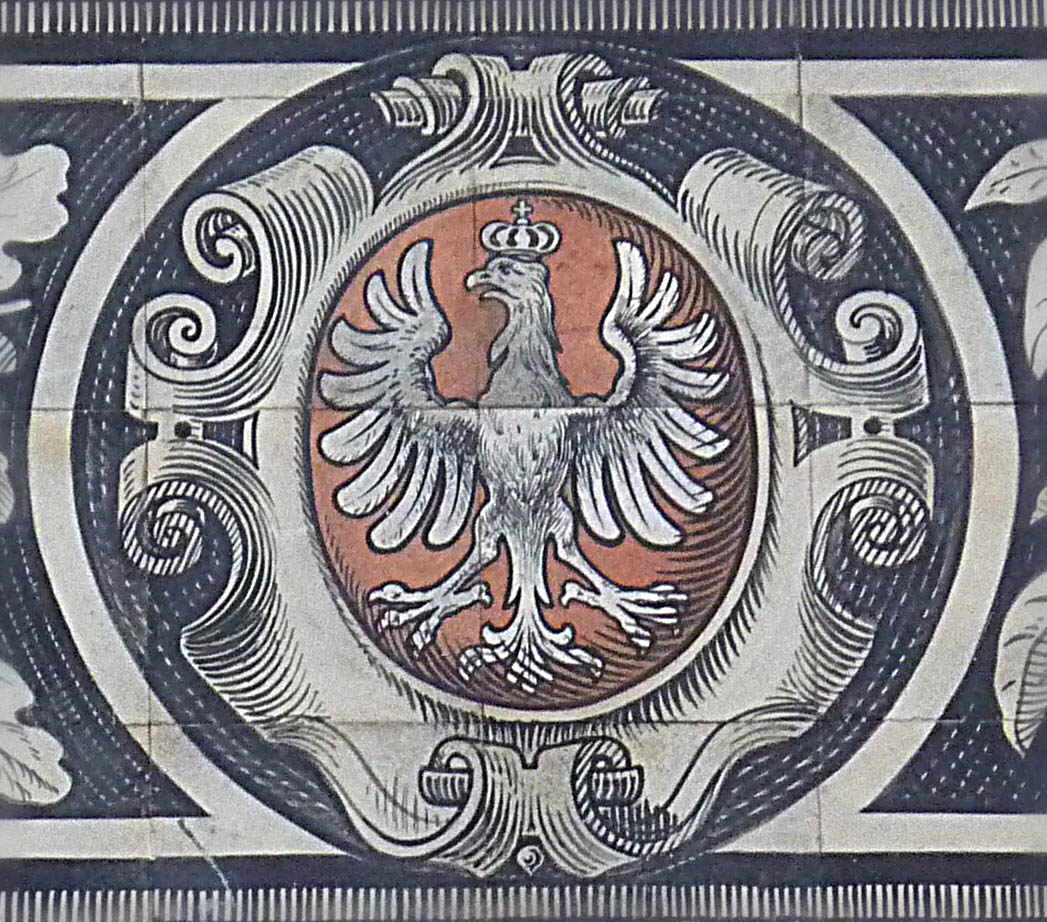
Wappen des Königreichs Polen
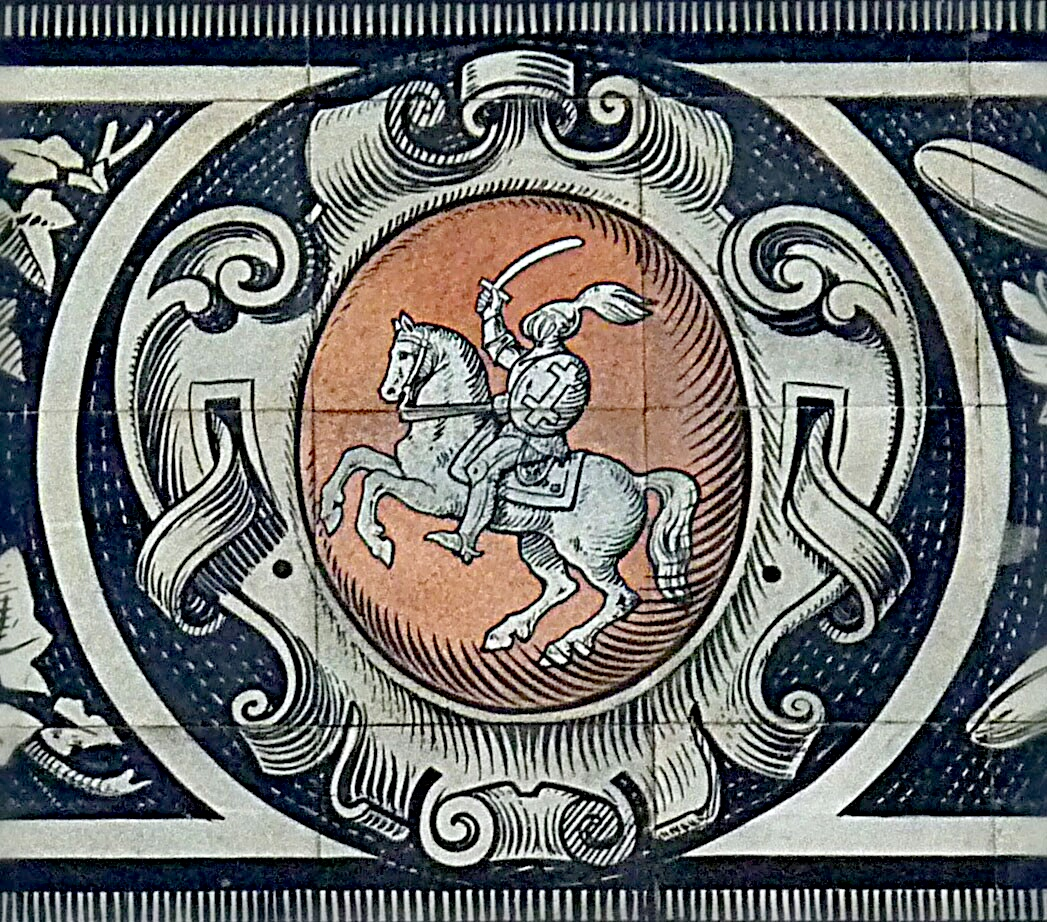
Wappen des Großherzogtums Litauen
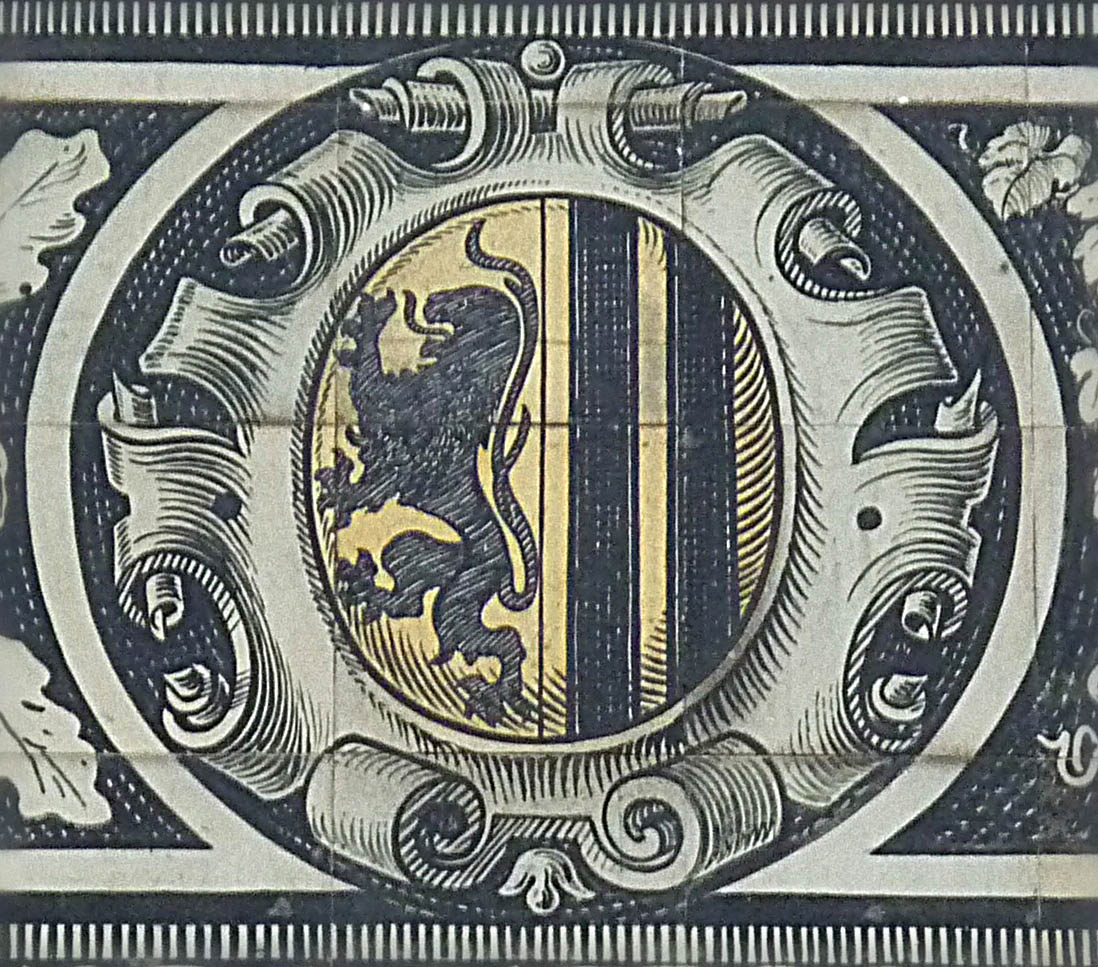

Von links nach rechts sind die 35 Wappen folgender Herrschaften und Ämter abgebildet. Sie verlaufen in einem Band unter den Figuren:
- Burggrafschaft Wettin
- Mark Landsberg
- Grafschaft Brehna
- Markgrafschaft Niederlausitz
- Grafschaft Eilenburg
- Markgrafschaft Meißen
- Burggrafschaft Zörbig
- Grafschaft Eisenberg
- Herrschaft Rochlitz
- Landgrafschaft Thüringen
- Pfalzgrafschaft Thüringen
- Pleißenland
- Grafschaft Orlamünde
- Burggrafschaft Altenburg
- Herrschaft Colditz
- Herzogtum Sachsen
- Reichserzmarschallamt
- Herrschaft Bieberstein
- Burggrafschaft Meißen
- Grafschaft Henneberg
- Burggrafschaft Leisnig
- Burggrafschaft Magdeburg
- Herrschaft Weida
- Grafschaft Ravensberg
- Markgrafschaft Oberlausitz
- Herzogtum Kleve
- Grafschaft Barby
- Königreich Polen
- Großherzogtum Litauen
- Grafschaft Hanau
- Herrschaft Ravenstein
- Grafschaft Waldenburg
- Herzogtum Jülich
- Herzogtum Berg
- Stadt Dresden

## Lebendiger Fürstenzug zu Dresden
Im Rahmen der 800-Jahr-Feier der Stadt Dresden im Jahr 2006 wurde der Fürstenzug vom Rochlitzer Verein „Der Fürstenzug zu Dresden“ e. V. als „lebendiges Bild“ mit beinahe 50 kostümierten Reitern und Pferden sowie einer ungefähr gleich hohen Anzahl von weiteren Mitwirkenden in Szene gesetzt. Seit Mai 2007 sind die Kostüme in einer Ausstellung auf Schloss Rochlitz zu sehen. 2018 wurde das Dresdner Porzellanwandbild zum dritten Mal nachgestellt; der Zug führte von Rochlitz nach Seelitz. Eine Fortsetzung war für 2019 geplant.

## Sonstiges

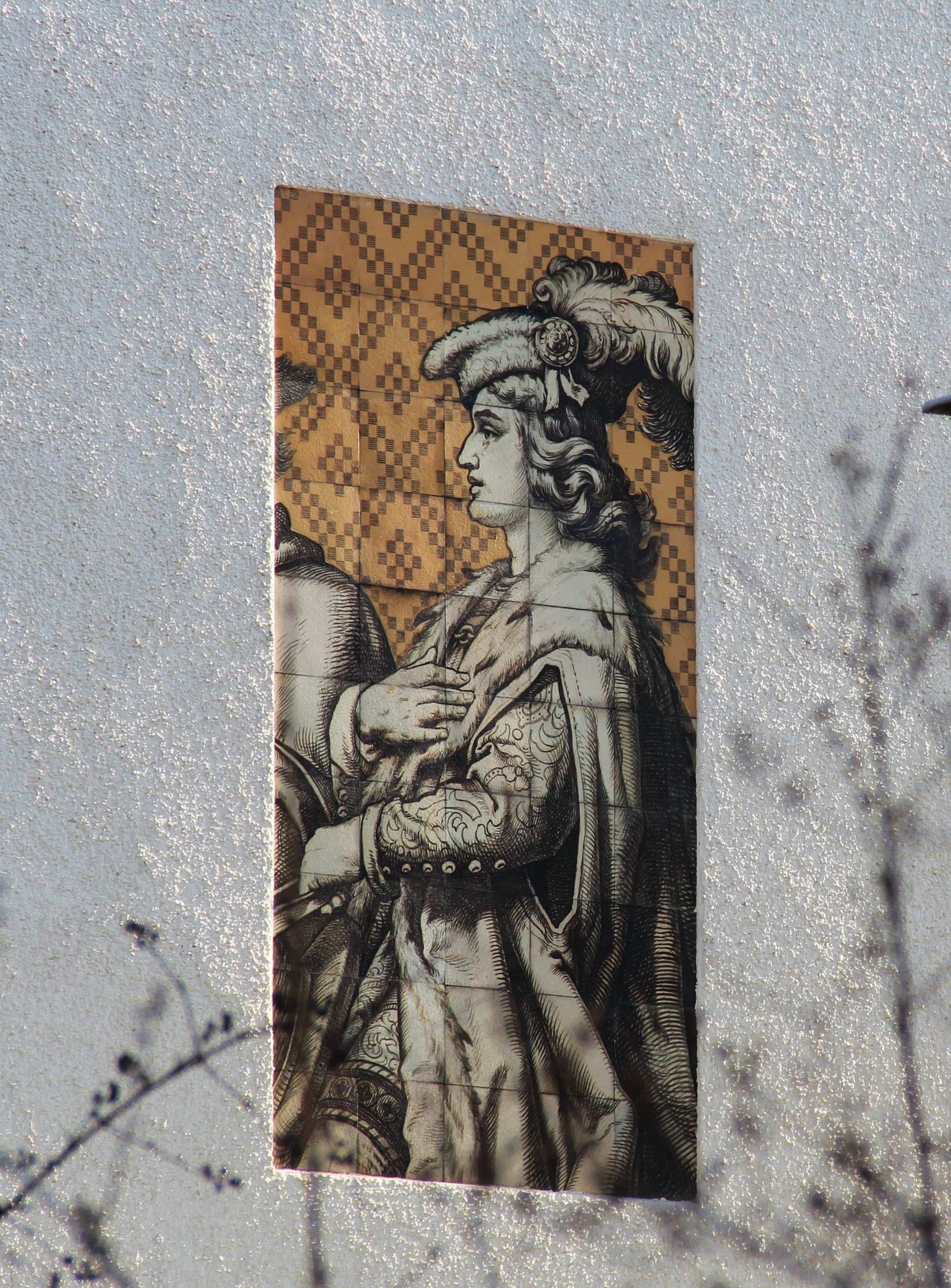
Probebild aus 50 Keramikfliesen mit Friedrich dem Ernsthaften an einer Hoffassade der Porzellanmanufaktur Meißen

- Ein Probebild aus 50 Keramikfliesen mit Markgraf Friedrich dem Ernsthaften, das König Georg am 12. Mai 1903 von der Anwendbarkeit des neuen Verfahrens überzeugte, ist noch heute an der Hoffassade der Meißner Porzellanmanufaktur zu sehen. Das Probebild in Meißen zeigt kleinere Abweichungen, welche man offenbar nochmals änderte. Die Ziermuster mit den kleinen würfelartigen Elementen im Hintergrund stimmen in ihrer Anordnung nicht mit dem Werk in Dresden überein. Auch die Positionen der Malerei auf den einzelnen Fliesen sind hier anders. Ursprünglich gab es einmal zwei Probebilder. Links neben dem noch heute erlebbaren kleineren Probebild, befand sich an der Hausfassade gleichzeitig noch ein größerer Bildausschnitt vom Fürstenzug. Hier waren einst Friedrich der Gebissene und Friedrich der Ernsthafte in Originalgröße zu sehen.[23] Für den Einbau von Fenstern wurde dieses Bild entfernt.
- Auf der linken Seite vom Fürstenzug befindet sich eine Sandsteininschrift an der Wand, die auf die Fertigstellung der Restaurierungsarbeiten im Jahre 1979 hinweist.
- In Cämmerswalde wurde ein Ausschnitt vom Fürstenzug (Kleiner Fürstenzug) zu Ehren Wilhelm Walthers in Farbe nachgestaltet und im Ort aufgestellt.
- Zwischen November 2024 und August 2025 werden die elf Vorlagenzeichnungen im Maßstab 1:1 restauriert[24]